# Đèn đường

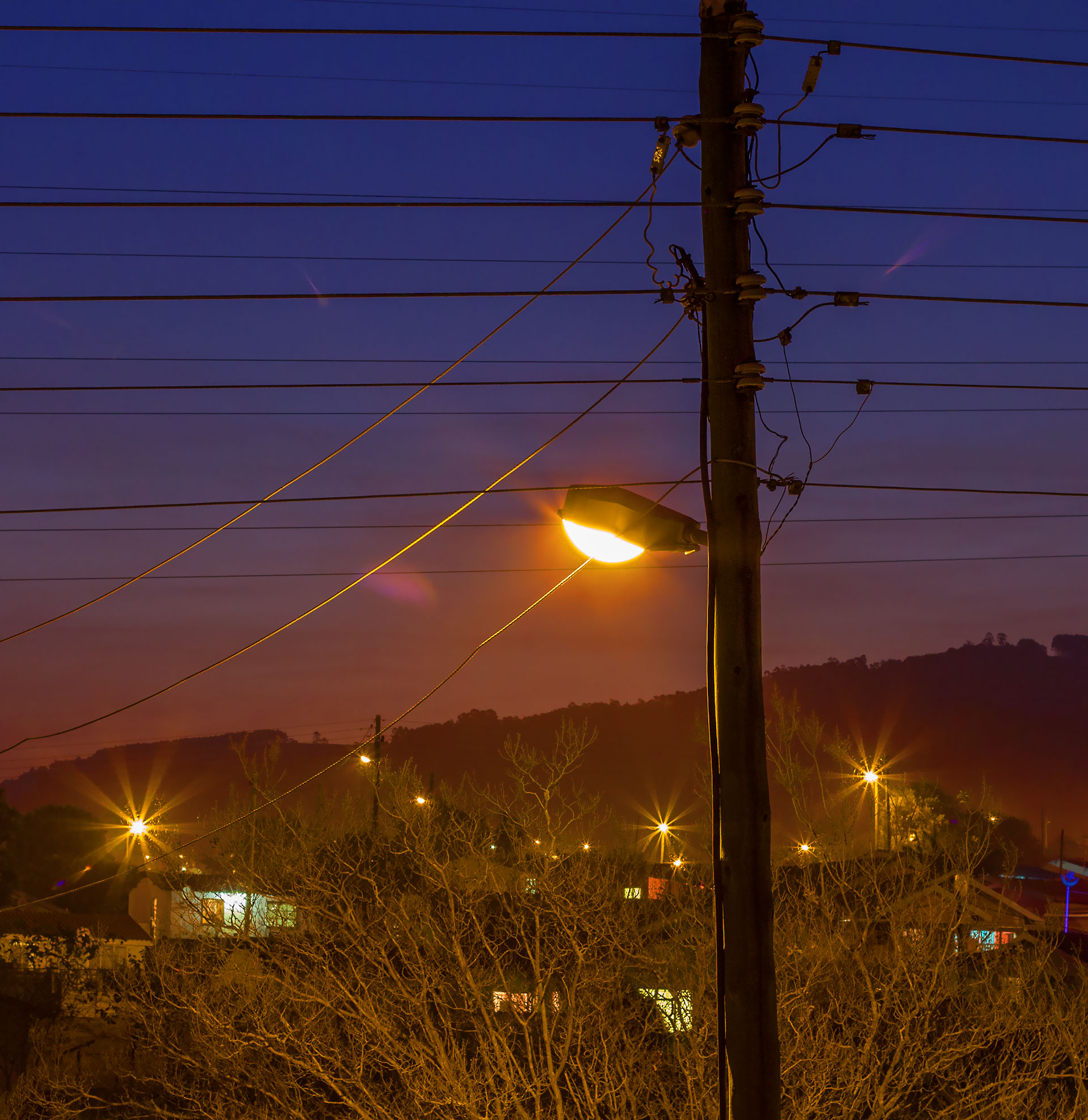
Đèn đường lúc hoàng hôn ở Nam Phi

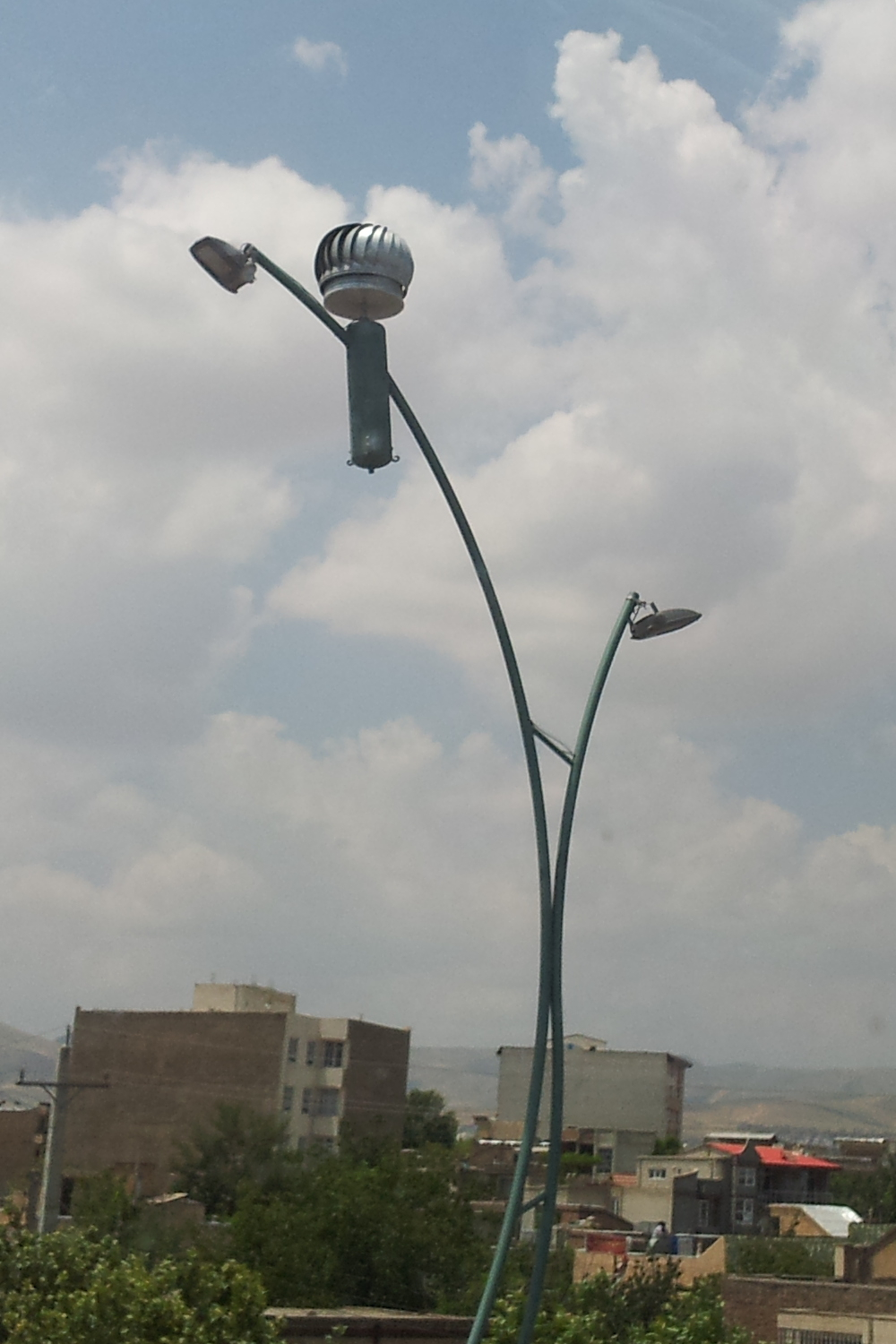
Một đèn đường chạy bằng sức gió ở Urmia, Iran

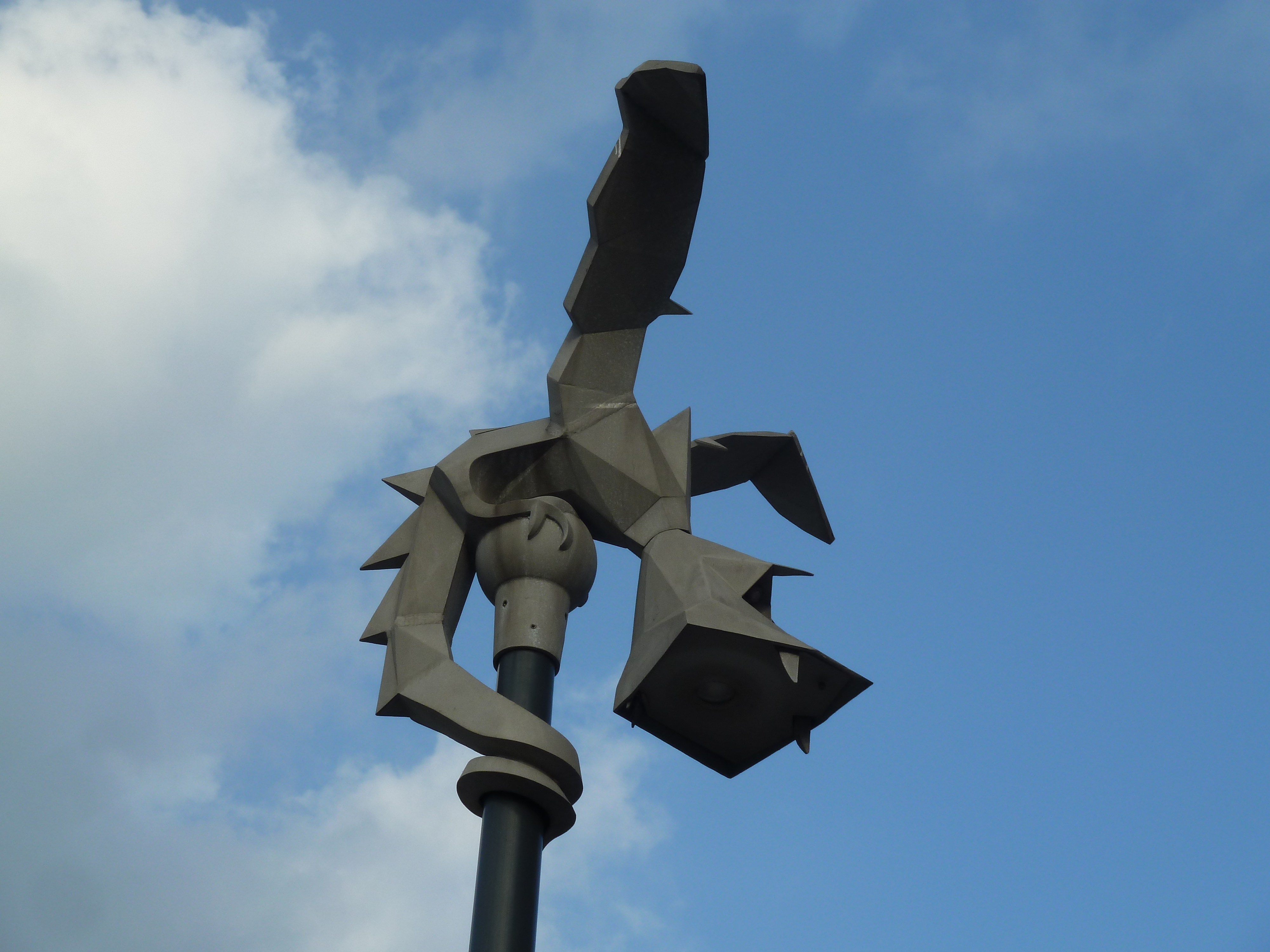
Đèn đường tại Amerika Plads ở Copenhagen

Đèn đường là một nguồn ánh sáng được dựng lên trên các cạnh của một con đường hoặc lối đi. Khi phân phối điện đô thị trở nên phổ biến ở các nước phát triển trong thế kỷ 20, đèn cho đường phố đô thị theo sau, hoặc đôi khi đi trước việc phân phối. Nhiều loại đèn có các tế bào quang nhạy sáng sẽ tự động kích hoạt khi cần hoặc không có ánh sáng: hoàng hôn, bình minh hoặc khi thời tiết bắt đầu chuyển sang tối. Chức năng này trong các hệ thống chiếu sáng cũ hơn có thể đã được thực hiện với sự trợ giúp của mặt số mặt trời. Nhiều hệ thống đèn đường đang được kết nối dưới lòng đất thay vì nối dây từ cột này sang cột khác.

## Lịch sử

### Thời kỳ tiền công nghiệp
Những chiếc đèn đường ban đầu được sử dụng trong các nền văn minh Hy Lạp và La Mã, nơi ánh sáng chủ yếu phục vụ mục đích an ninh, vừa để bảo vệ kẻ lang thang khỏi vấp ngã trên con đường, vừa để chống lại những tên cướp tiềm năng. Vào thời điểm đó, đèn dầu được sử dụng chủ yếu vì chúng cung cấp ngọn lửa lâu dài và vừa phải. Người La Mã có một từ 'laternarius', đó là một thuật ngữ cho một nô lệ chịu trách nhiệm thắp đèn dầu trước biệt thự của họ.
Việc sử dụng đèn trên đường phố được ghi nhận tại thành phố Antioch từ thế kỷ thứ 4. Sau đó, nó được ghi nhận ở Caliphate of Córdoba từ thế kỷ thứ 9-10, đặc biệt là ở Cordova. Vào thời trung cổ, những người gọi là "những cậu bé liên kết" đã hộ tống mọi người từ nơi này đến nơi khác qua những con đường quanh co âm u của các thị trấn thời trung cổ.
Trước khi có đèn sợi đốt, đèn nến được sử dụng trong các thành phố. Những chiếc đèn sớm nhất yêu cầu một người đi một vòng thị trấn vào lúc hoàng hôn, thắp sáng từng chiếc đèn. Theo một số nguồn tin, đèn chiếu sáng đã được Sir Henry Barton, Thị trưởng London đặt hàng tại London vào năm 1417 mặc dù không có bằng chứng chắc chắn về điều này.
Năm 1524, các chủ sở hữu ngôi nhà ở Paris được yêu cầu phải có đèn lồng với nến được thắp trước nhà vào ban đêm, nhưng luật này thường bị bỏ qua. Sau khi phát minh ra những chiếc đèn lồng với cửa sổ bằng kính, giúp cải thiện đáng kể lượng ánh sáng, năm 1594, cảnh sát Paris đã chịu trách nhiệm lắp đặt đèn lồng ở mỗi khu phố. Tuy nhiên, vào năm 1662, việc du khách thuê một người mang đèn lồng là một thói quen phổ biến nếu họ phải di chuyển vào ban đêm qua những con đường tối tăm, quanh co. Những người mang đèn lồng vẫn còn phổ biến ở Paris cho đến năm 1789. Năm 1667, dưới thời vua Louis XIV, chính phủ hoàng gia bắt đầu lắp đặt đèn lồng trên tất cả các đường phố. Có ba ngàn vị trí đèn vào năm 1669 và gấp đôi so với năm 1729. Đèn lồng với cửa sổ bằng kính được treo từ một sợi dây ở giữa đường ở độ cao hai mươi feet và được đặt cách nhau hai mươi mét. Một chiếc đèn lồng dầu được cải tiến nhiều, được gọi là réverbère, được giới thiệu từ năm 1745 đến 1749. Những chiếc đèn này được gắn vào đỉnh cột đèn; đến năm 1817, có 4694 đèn trên đường phố Paris. Trong cuộc Cách mạng Pháp (1789-1799), các nhà cách mạng thấy rằng các cột đèn là nơi thuận tiện để treo cổ các nhà quý tộc và các đối thủ chính trị khác.

### Đèn khí đốt
Hệ thống chiếu sáng đường phố rộng rãi đầu tiên sử dụng khí đốt than làm nhiên liệu. Stephen Hales là người đầu tiên mua chất lỏng dễ cháy từ quá trình chưng cất than thực sự vào năm 1726 và John Clayton, vào năm 1735, gọi khí là "tinh thần" của than và phát hiện ra tính dễ cháy của nó một cách tình cờ. 

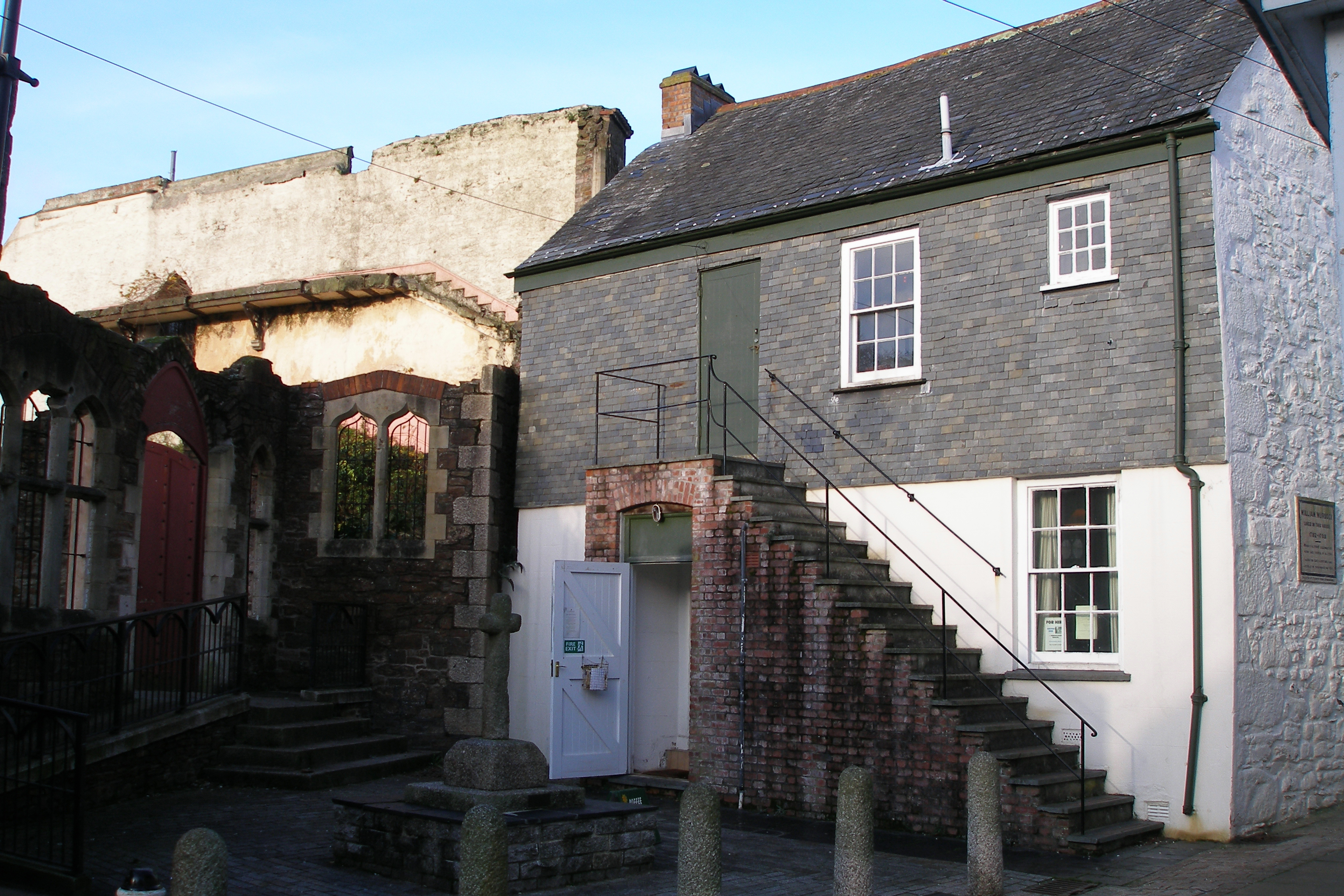
Ngôi nhà của William Murdoch ở Redruth, Vương quốc Anh, ngôi nhà nội địa đầu tiên được thắp sáng bằng khí đốt trên thế giới

William Murdoch (đôi khi đánh vần là "Murdock") là người đầu tiên sử dụng loại khí này cho ứng dụng thực tế chiếu sáng. Đầu những năm 1790, trong khi giám sát việc sử dụng động cơ hơi nước của công ty mình trong khai thác thiếc ở Cornwall, Murdoch đã bắt đầu thử nghiệm nhiều loại khí khác nhau, cuối cùng giải quyết khí than là hiệu quả nhất. Lần đầu tiên ông thắp sáng ngôi nhà của mình ở Redruth, Cornwall vào năm 1792. Năm 1798, ông đã sử dụng khí đốt để thắp sáng tòa nhà chính của xưởng đúc Soho và năm 1802 ông thắp sáng một màn hình công cộng chiếu sáng bằng khí, ánh sáng của nó đã làm kinh ngạc người dân địa phương.
Ở Paris, ánh sáng khí được thể hiện lần đầu tiên vào tháng 11 năm 1800 tại một khu nhà tư nhân trên đường Saint Saint Dominique và được lắp đặt trên một con phố mua sắm có mái che, Passage des Panoramas, vào năm 1817. Đèn khí đầu tiên trên đường phố Paris xuất hiện vào năm 1817. Tháng 1 năm 1829 trên địa điểm du Carrousel và đường de de deolioli, sau đó vào đường de de Paix, đặt Vendôme, và đường de de Castiglione; đến năm 1857, Đại lộ Grands được thắp sáng bằng khí gas. Một nhà văn người Paris đã lên ngôi vào tháng 8 năm 1857: "Điều mà hầu hết người dân Paris mê mẩn là ánh sáng mới bằng khí của đại lộ... Từ nhà thờ Madeleine đến đường Mont Montre, hai hàng đèn này, tỏa sáng màu trắng trong và tinh khiết, có hiệu ứng rất hoành tráng." Các đèn khí được lắp đặt trên đại lộ và di tích thành phố vào thế kỷ 19 đã đặt cho thành phố này biệt danh "Thành phố ánh sáng".
Ánh sáng đường phố công cộng đầu tiên với khí đốt đã được trình diễn tại Pall Mall, London vào ngày 28 tháng 1 năm 1807 bởi Frederick Albert Winsor.  Năm 1812, Quốc hội Anh lập ra điều lệ cho London và Westminster Gas Light và Công ty Coke, và công ty gas đầu tiên trên thế giới ra đời. Chưa đầy hai năm sau, vào ngày 31 tháng 12 năm 1813, cầu Westminster được thắp sáng bằng khí gas.  Sau thành công này, đèn bằng khí đốt lan sang các nước khác. Việc sử dụng đèn khí đốt trong Bảo tàng Rembrandt Peale ở Baltimore vào năm 1816 là một thành công lớn. Baltimore là thành phố đầu tiên của Mỹ có đèn đường gas, được cung cấp bởi Công ty Gas Light của Baltimore của Peale.
Nơi đầu tiên bên ngoài Luân Đôn ở Anh có đèn khí đốt, là Preston, Lancashire vào năm 1816, điều này là do Công ty Gas Gas Preston do nhà cách mạng Joseph Dunn điều hành, người đã tìm ra cách cải tiến tốt nhất về chiếu sáng dùng khí đốt.
Dầu khí xuất hiện trong lĩnh vực này như một đối thủ của khí than. Năm 1815, John Taylor đã cấp bằng sáng chế cho một thiết bị phân hủy "dầu" và các chất động vật khác. Sự chú ý của công chúng đã bị thu hút bởi "dầu-khí" bởi màn hình của bộ máy bằng sáng chế tại Hội trường Apothecary, bởi Taylor &amp; Martineau.
Những chiếc đèn đường hiện đại đầu tiên sử dụng dầu hỏa đã được giới thiệu ở Lviv, nơi sau đó là Đế quốc Áo năm 1853. Ở Brest, ánh sáng đường phố với đèn dầu hỏa xuất hiện trở lại vào năm 2009 tại phố mua sắm như một điểm thu hút khách du lịch.

#### Farola fernandina
Farola fernandina là một thiết kế truyền thống của đèn đường gas vẫn còn phổ biến ở Tây Ban Nha. Thực chất nó là một kiểu đèn khí đốt tân cổ điển của Pháp có từ cuối thế kỷ 18. Nó có thể là một giá treo tường hoặc đèn tiêu chuẩn. Cơ sở tiêu chuẩn được đúc bằng kim loại với một chiếc huy chương có hai chữ cái 'F', nhà ảo thuật Hoàng gia của vua Ferdinand VII của Tây Ban Nha  và kỷ niệm ngày sinh của con gái ông, María Luisa Fernanda de Borbón.

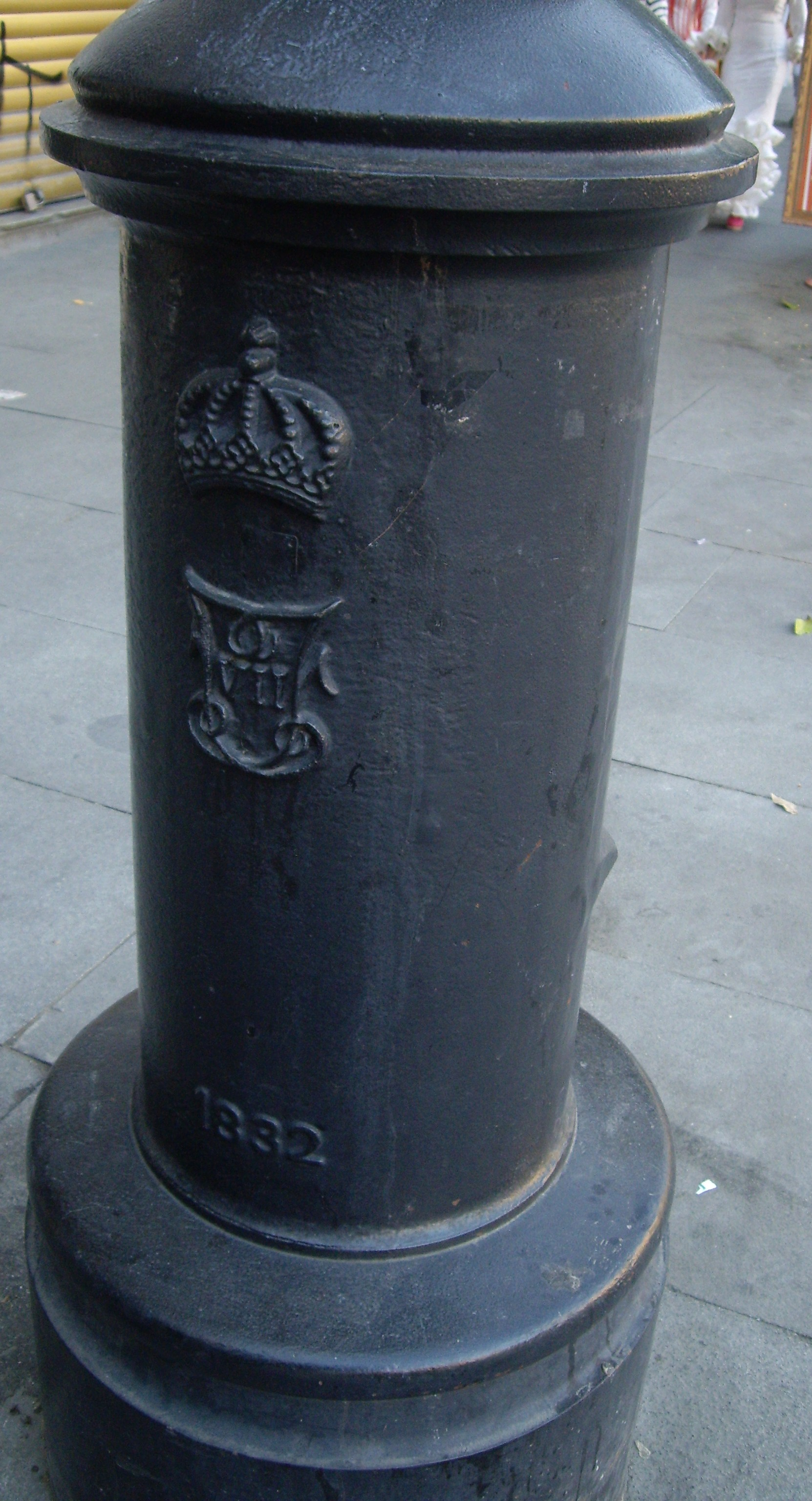
Typical base and escutcheon of a farola fernandina
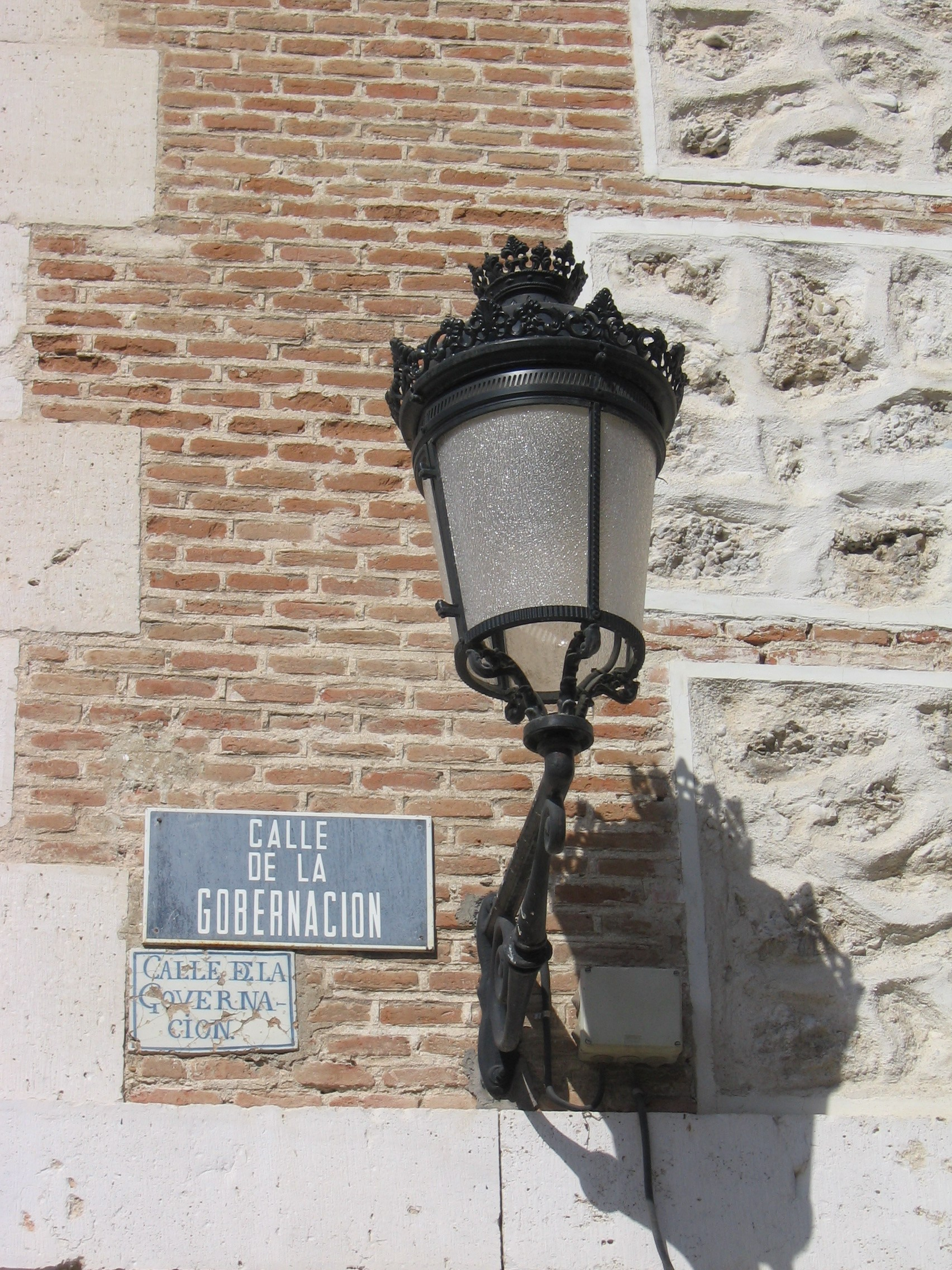
A farola fernandina in Aranjuez
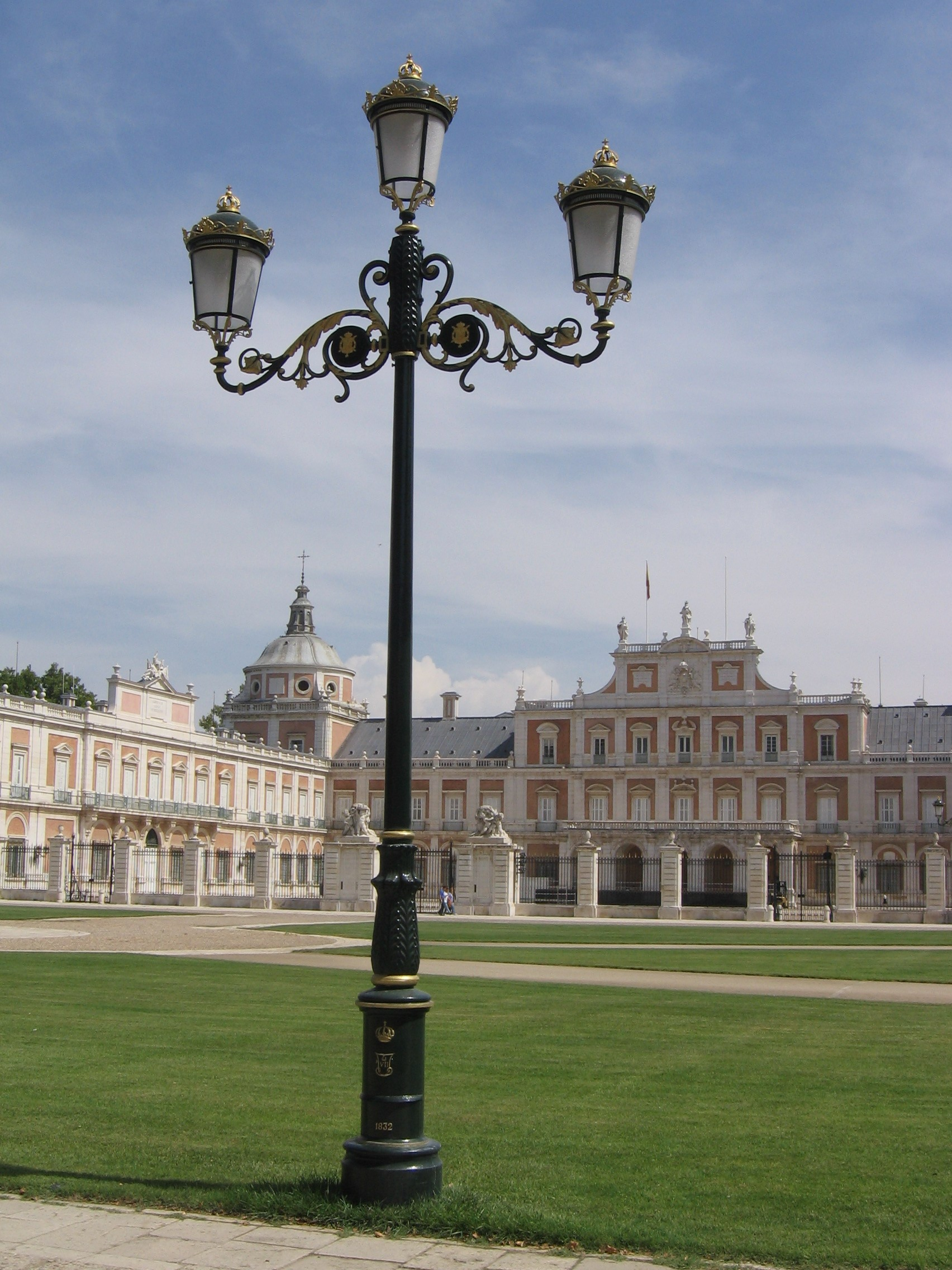
Street light in Ferdinand VII style near the Royal Palace of Aranjuez
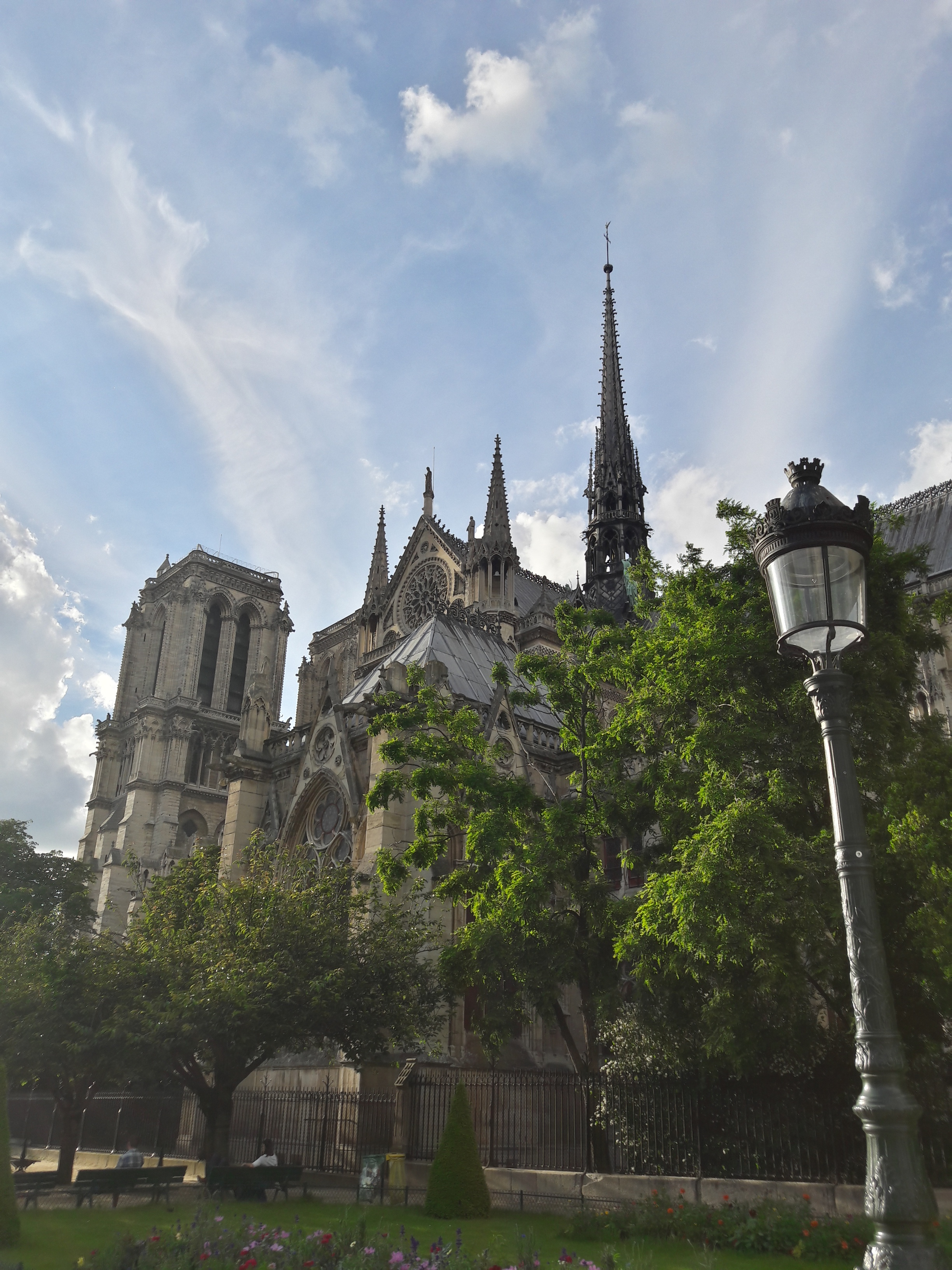

### Đèn hồ quang

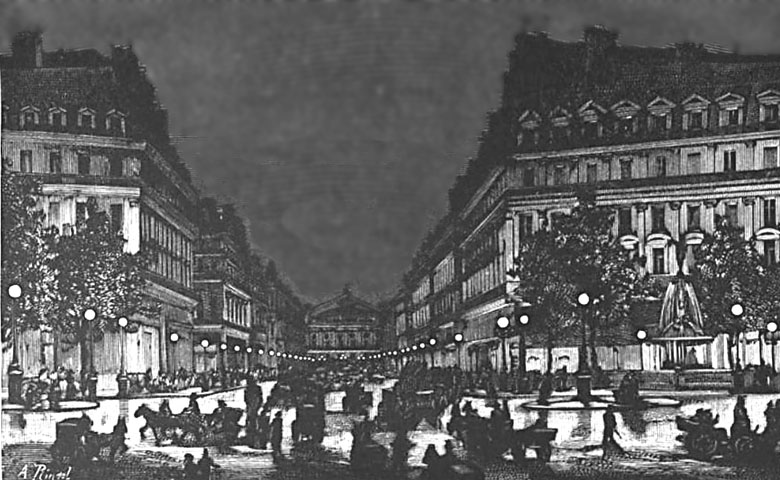
Trình diễn đèn hồ quang của Yablochkov trên Đại lộ de l'Opera ở Paris (1878), hình thức chiếu sáng đường phố điện đầu tiên

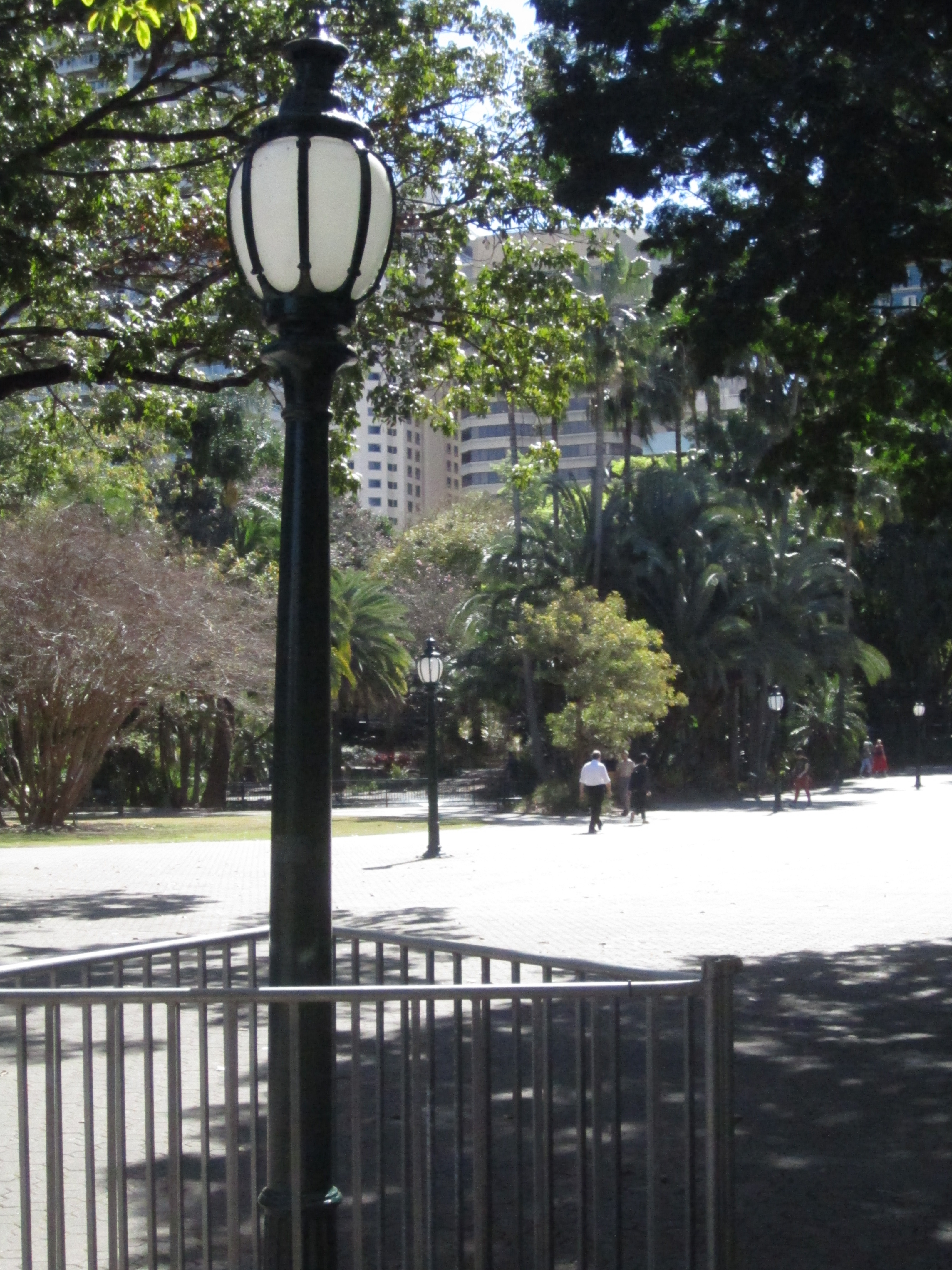
Cột đèn di sản trong Vườn bách thảo thành phố, thành phố Brisbane

Đèn đường điện đầu tiên sử dụng đèn hồ quang, ban đầu là 'Nến điện', 'Nến Jablotchkoff' hoặc ' Nến Yablochkov ' được phát triển bởi một người Nga, Pavel Yablochkov, vào năm 1875. Đây là một đèn hồ quang carbon sử dụng dòng điện xoay chiều, đảm bảo rằng cả hai điện cực được tiêu thụ ở mức bằng nhau. Năm 1876, hội đồng chung của Thành phố Los Angeles đã đặt hàng bốn đèn hồ quang được lắp đặt ở nhiều nơi trong thị trấn non trẻ này để chiếu sáng đường phố.
Vào ngày 30 tháng 5 năm 1878, đèn đường điện đầu tiên ở Paris đã được lắp đặt trên đại lộ deOperper và Place d'Etoile, xung quanh Khải Hoàn Môn, để chào mừng lễ khai mạc Triển lãm toàn cầu Paris. Năm 1881, trùng với Triển lãm Điện quốc tế Paris, đèn đường được lắp đặt trên các đại lộ lớn.
Những con đường đầu tiên ở London được thắp sáng bằng đèn hồ quang điện là cạnh Cầu cạn Holborn và Kè sông Thames vào năm 1878. Hơn 4.000 đèn đã được sử dụng vào năm 1881, mặc dù sau đó, một đèn hồ quang vi sai cải tiến đã được phát triển bởi Friedrich von Hefner-Alteneck của công ty Siemens & Halske. Hoa Kỳ đã nhanh chóng áp dụng ánh sáng hồ quang và đến năm 1890, hơn 130.000 hoạt động ở Mỹ, thường được lắp đặt trong các tòa tháp ánh trăng đặc biệt cao.
Đèn hồ quang có hai nhược điểm lớn. Đầu tiên, chúng phát ra ánh sáng cực mạnh và khắc nghiệt, mặc dù hữu ích tại các khu công nghiệp như bến tàu, nhưng gây khó chịu ở các đường phố bình thường. Thứ hai, chúng rất cần bảo trì, vì các điện cực carbon bị đốt cháy nhanh chóng. Với sự phát triển của bóng đèn sợi đốt rẻ tiền, đáng tin cậy và sáng vào cuối thế kỷ 19, đèn hồ quang không còn được sử dụng cho chiếu sáng đường phố, nhưng vẫn được sử dụng trong công nghiệp lâu hơn.

### Đèn sợi đốt

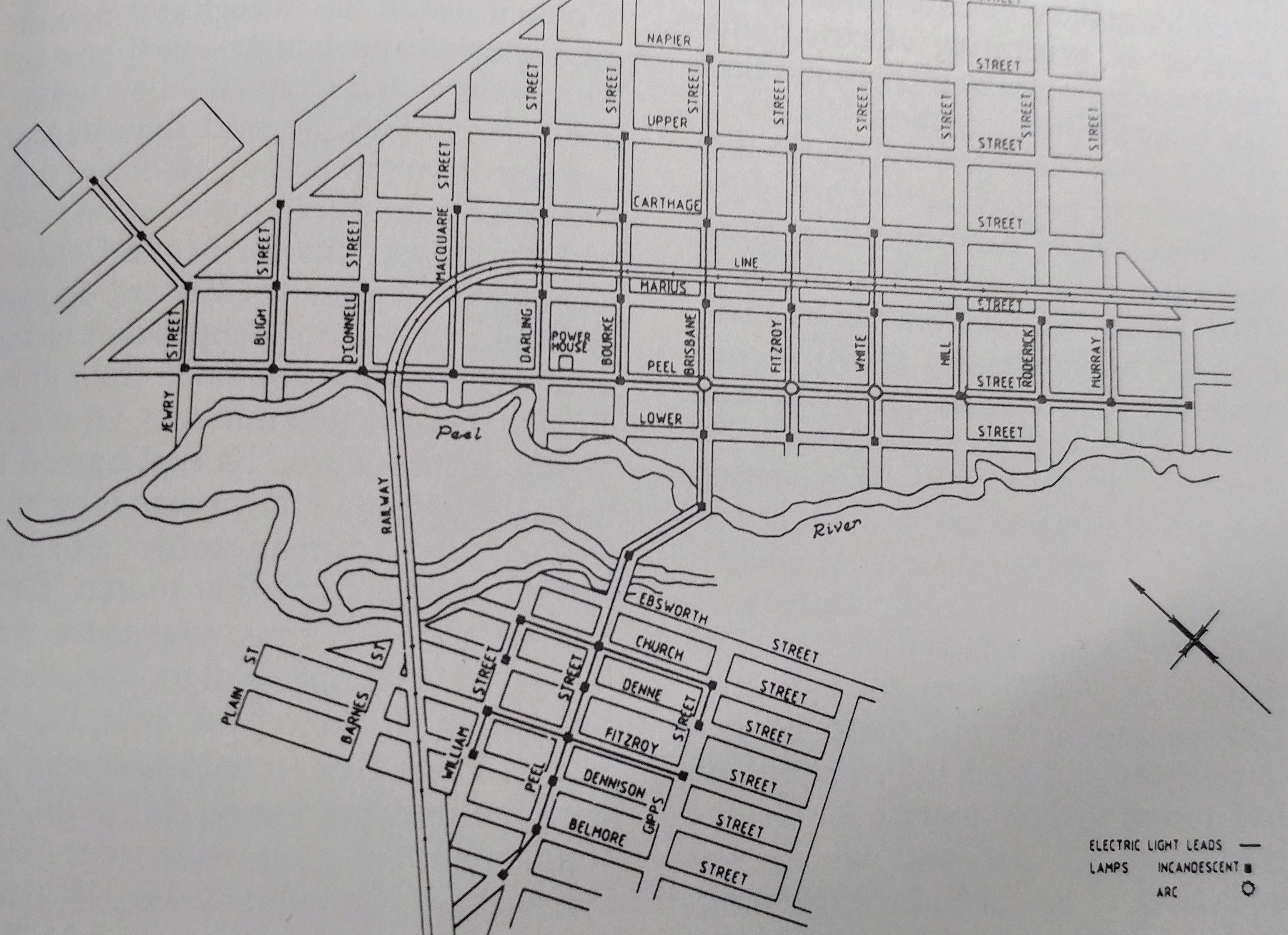
Bản đồ Tamworth, New South Wales, cho thấy vị trí của khách hàng tiềm năng và ánh sáng dọc theo mạng lưới đường phố thành phố vào năm 1888.

Con đường đầu tiên được thắp sáng nhờ một bóng đèn sợi đốt là Phố Mosley, ở Newcastle trên sông Tyne. Con đường được thắp sáng trong một đêm bởi đèn sợi đốt của Joseph Swan vào ngày 3 tháng 2 năm 1879. Do đó, Newcastle có đường phố thành phố đầu tiên trên thế giới được thắp sáng bằng đèn điện. Thành phố đầu tiên ở Hoa Kỳ trình diễn thành công ánh sáng điện là Cleveland, Ohio với 12 đèn điện xung quanh hệ thống đường công cộng vào ngày 29 tháng 4 năm 1879. Wabash, Indiana thắp 4 ngọn đèn hình cung tròn với 3.000 ngọn nến, treo trên tòa án vào ngày 2 tháng 2 năm 1880.
Kimberley, Nam Phi, là thành phố đầu tiên ở Nam bán cầu và ở châu Phi có đèn đường điện - với 16 đèn chiếu sáng đầu tiên vào ngày 2 tháng 9 năm 1882. Ở Trung Mỹ, San Jose, Costa Rica đã thắp sáng 25 ngọn đèn được cung cấp bởi một nhà máy thủy điện vào ngày 9 tháng 8 năm 1884.
Nürnberg là thành phố đầu tiên ở Đức có đèn điện công cộng vào ngày 7 tháng 6 năm 1882, tiếp theo là Berlin vào ngày 20 tháng 9 năm 1882 (chỉ có Potsdamer Platz).
Timișoara, ở Romania ngày nay, là thành phố đầu tiên trong chế độ quân chủ Áo-Hung có đèn điện công cộng vào ngày 12 tháng 11 năm 1884. 731 đèn đã được sử dụng.
Năm 1886, thị trấn khai thác Waratah nhỏ bé, biệt lập ở Tây Bắc Tasmania là nơi đầu tiên có đèn đường chạy bằng điện ở Úc. Vào ngày 9 tháng 12 năm 1882, thành phố Brisbane, Queensland, Úc được giới thiệu về điện bằng cách trình diễn 8 đèn hồ quang, được dựng dọc theo Queen Street Mall. Năng lượng để cung cấp các đèn hồ quang này được lấy từ máy phát điện Crompton DC 10 mã lực được điều khiển bởi động cơ hơi nước Robey trong một xưởng đúc nhỏ ở phố Adelaide và được JW Sutton và Co. chiếm giữ. Đèn được dựng trên các cột tiêu chuẩn bằng gang, cao 20 ft.
Năm 1888 Tamworth, New South Wales, Úc trở thành thành phố đầu tiên ở Nam bán cầu có đèn đường điện vĩnh viễn chiếu sáng một phần đáng kể của một thành phố, với hơn 13 km đường được thắp sáng  bởi 52 đèn sợi đốt và 3 đèn hồ quang , mà thành phố đó duy trì danh hiệu "Thành phố ánh sáng đầu tiên".

### Phát triển về sau này
Đèn sợi đốt chủ yếu được sử dụng để chiếu sáng đường phố cho đến khi đèn phóng khí cường độ cao ra đời. Chúng thường được vận hành ở các mạch điện áp cao. Mạch nối tiếp là phổ biến vì điện áp cao hơn của chúng tạo ra nhiều ánh sáng trên mỗi watt tiêu thụ. Hơn nữa, trước khi phát minh ra các điều khiển quang điện, một công tắc hoặc đồng hồ có thể điều khiển tất cả các đèn trong toàn bộ khu vực.
Để tránh làm cho toàn bộ hệ thống bị tối nếu một ngọn đèn bị cháy, mỗi đèn đường được trang bị một thiết bị đảm bảo rằng mạch sẽ vẫn còn nguyên. Đèn đường loạt đầu được trang bị máy biến áp cách ly. điều đó sẽ cho phép dòng điện đi qua máy biến áp cho dù bóng đèn có hoạt động hay không.
Sau đó, film cutout đã được phát minh. Đây là một đĩa nhỏ của màng cách điện ngăn cách hai tiếp điểm được nối với hai dây dẫn đến đèn. Nếu đèn bị hỏng (mạch hở), dòng điện qua dây trở thành 0, khiến điện áp của mạch (hàng nghìn volt) được đặt trên màng cách điện, xuyên qua nó (xem định luật Ohm). Bằng cách này, đèn bị hỏng sẽ được bỏ qua và điện được phục hồi cho phần mạch đèn còn lại của huyện. Mạch đèn đường có bộ điều chỉnh dòng điện tự động, ngăn dòng điện tăng khi đèn bị cháy, bảo toàn tuổi thọ của các đèn còn lại. Khi đèn không thành công được thay thế, một đoạn phim mới đã được cài đặt, một lần nữa tách các tiếp điểm trong phần bị cắt. Hệ thống này có thể được nhận ra bởi bộ cách điện bằng sứ lớn ngăn cách đèn và gương phản xạ khỏi giá đỡ. Điều này là cần thiết bởi vì hai tiếp điểm trong đế của đèn có thể hoạt động ở mức vài nghìn volt.

## Đèn đường hiện đại

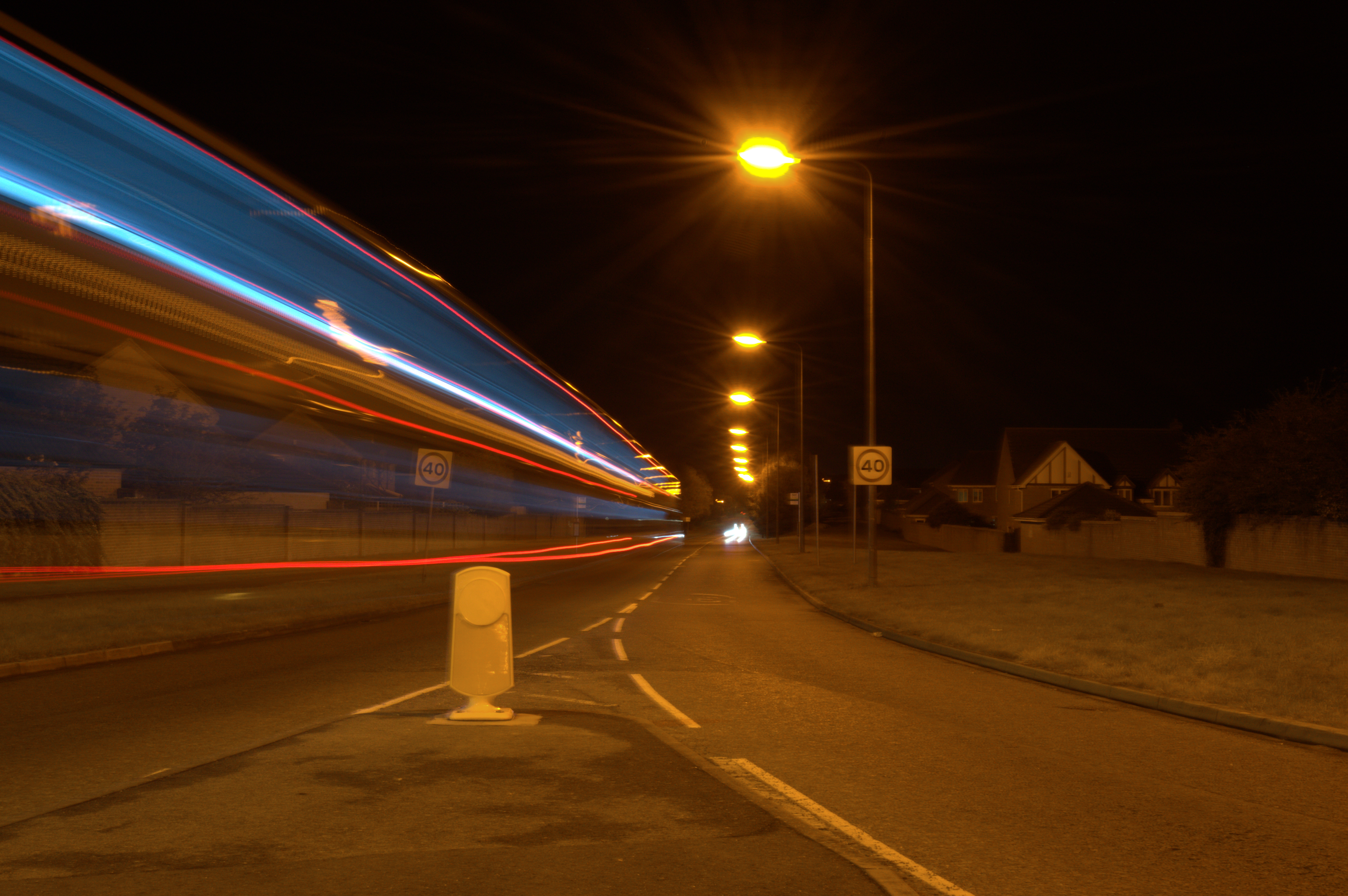
Ánh sáng màu vàng hổ phách đặc trưng từ đèn hơi natri áp suất thấp kiểu cũ ở Anh

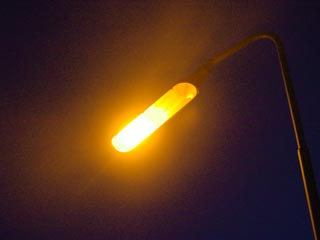
Một đèn hơi natri.

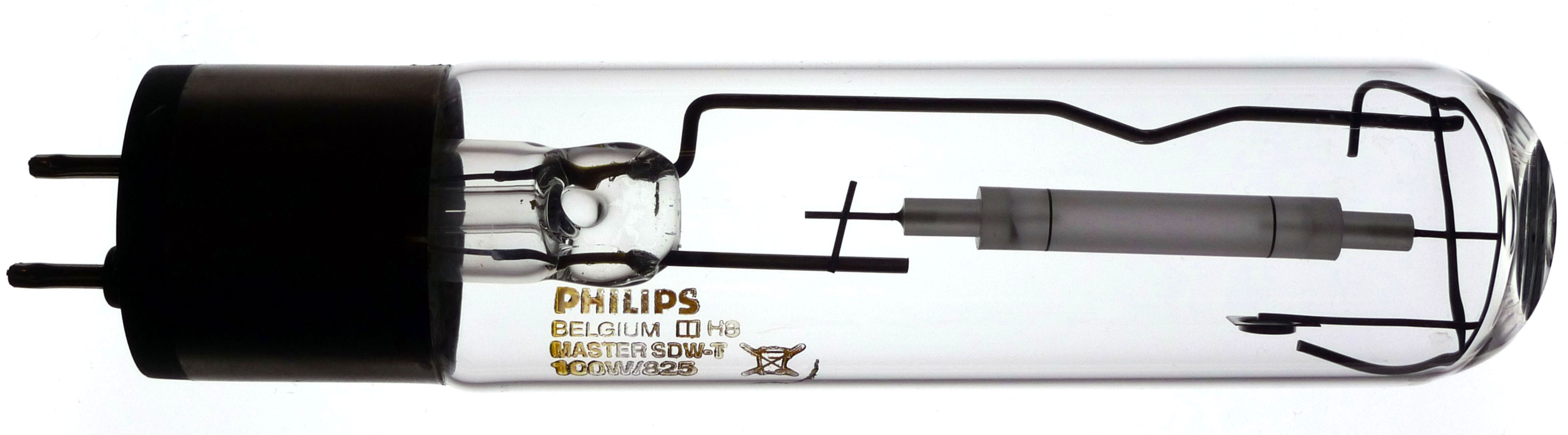
Một đèn natri cao áp không sáng

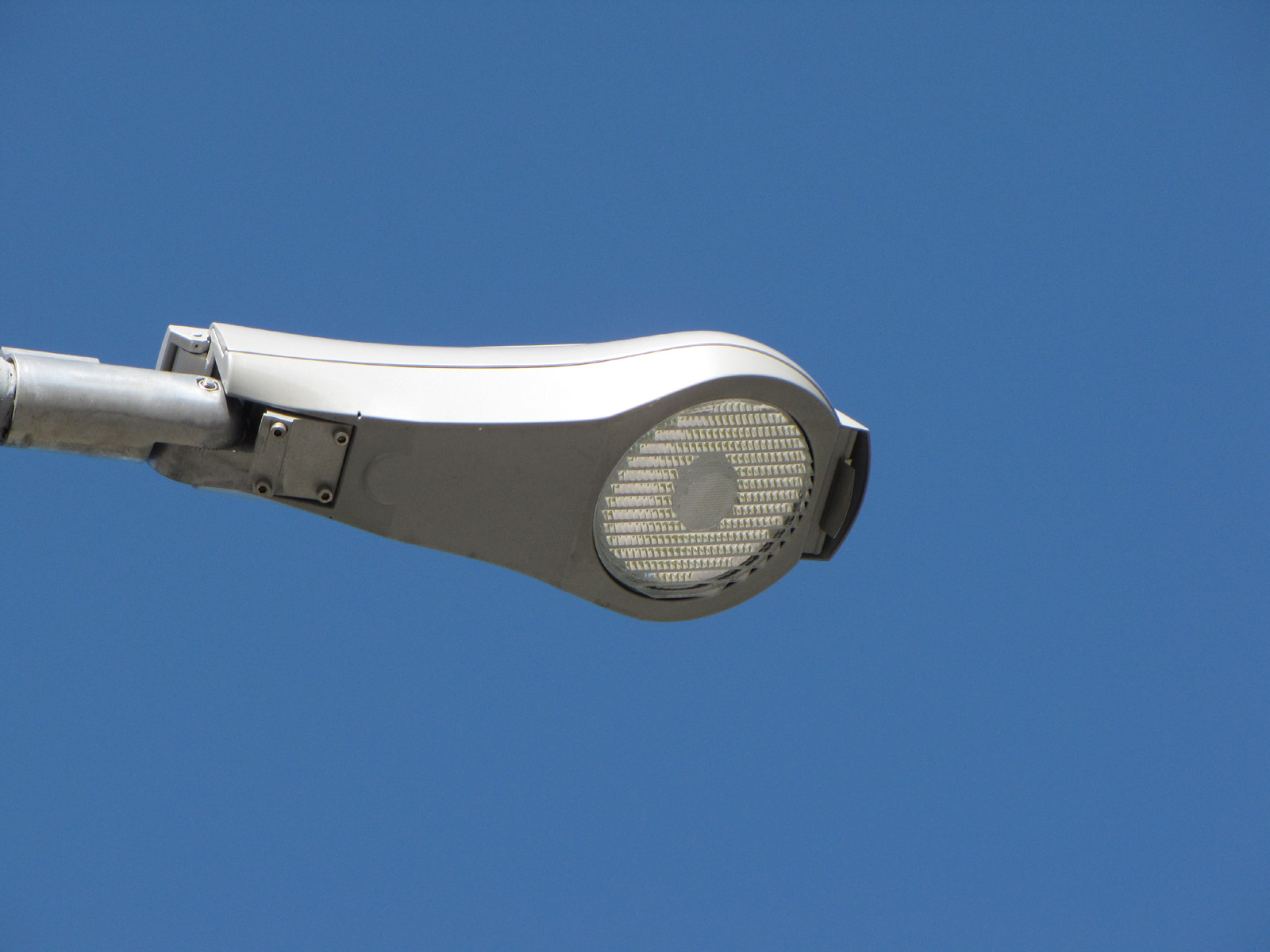
Ánh sáng đường phố lăng kính năng lượng thấp

Ngày nay, chiếu sáng đường phố thường sử dụng đèn phóng điện cường độ cao. Đèn natri áp suất thấp trở nên phổ biến sau Thế chiến II vì mức tiêu thụ điện năng thấp và tuổi thọ cao. Cuối thế kỷ 20, đèn natri cao áp HPS được ưa thích, tiếp tục có những ưu điểm tương tự. Đèn như cung cấp số lượng lớn nhất của photopic chiếu sáng cho tiêu thụ điện ít nhất. Tuy nhiên, các nguồn ánh sáng trắng đã được chứng minh là tăng gấp đôi tầm nhìn ngoại vi của lái xe và cải thiện thời gian phản ứng phanh của lái xe ít nhất 25%; để cho phép người đi bộ phát hiện tốt hơn các mối nguy hiểm trên mặt đường  và để tạo điều kiện cho việc đánh giá trực quan của người khác liên quan đến các đánh giá giữa các cá nhân. Các nghiên cứu so sánh đèn halogen kim loại và đèn natri cao áp đã chỉ ra rằng ở mức ánh sáng quang bằng nhau, cảnh đường phố được chiếu sáng vào ban đêm bằng hệ thống chiếu sáng halogen kim loại được xem là sáng hơn và an toàn hơn so với cảnh tương tự được chiếu sáng bởi hệ thống natri áp suất cao.
Hai tiêu chuẩn quốc gia hiện nay cho phép thay đổi độ chiếu sáng khi sử dụng các loại đèn có quang phổ khác nhau. Ở Úc, hiệu suất đèn HPS cần giảm xuống tối thiểu 75%. Ở Anh, độ chiếu sáng bị giảm với tỷ lệ S/P có giá trị cao hơn 
Công nghệ chiếu sáng đường phố mới, chẳng hạn như đèn LED hoặc đèn cảm ứng, phát ra một ánh sáng trắng cung cấp ở mức độ cao lumen scotopic cho phép đèn đường với wattages thấp hơn và lumen photopic thấp hơn để thay thế đèn đường hiện có. Tuy nhiên, không có thông số kỹ thuật chính thức nào được viết xung quanh các điều chỉnh Photopic / Scotopic cho các loại nguồn sáng khác nhau, khiến nhiều thành phố và các bộ phận đường phố không thể thực hiện các công nghệ mới này cho đến khi các tiêu chuẩn được cập nhật. Eastbourne ở East Sussex UK hiện đang thực hiện dự án để xem 6000 đèn đường được chuyển đổi thành đèn LED và sẽ được theo dõi sát sao bởi Hastings vào đầu năm 2014.
Milan, Ý, là thành phố lớn đầu tiên hoàn toàn chuyển sang sử dụng đèn LED.
Tại Bắc Mỹ, thành phố Canterauga (Canada) là một trong những dự án chuyển đổi LED đầu tiên và lớn nhất với hơn 46.000 đèn được chuyển đổi sang công nghệ LED từ năm 2012 đến 2014. Đây cũng là một trong những thành phố đầu tiên ở Bắc Mỹ sử dụng công nghệ Thành phố thông minh để điều khiển đèn. DimOnPack, một công ty có trụ sở tại Thành phố Quebec, đã được chọn làm đối tác của Thành phố thông minh cho dự án này.
Đèn LED chiếu sáng được cung cấp năng lượng quang điện đang được chấp nhận rộng rãi hơn. Các thử nghiệm hiện trường sơ bộ cho thấy một số đèn LED có hiệu suất năng lượng cao và hoạt động tốt trong môi trường thử nghiệm.
Vào năm 2007, Civil Twilight Collective đã tạo ra một biến thể của đèn đường LED thông thường, cụ thể là đèn đường cộng hưởng Mặt Trăng. Những đèn này tăng hoặc giảm cường độ của đèn đường theo ánh sáng Mặt Trăng. Thiết kế đèn đường này do đó làm giảm tiêu thụ năng lượng cũng như ô nhiễm ánh sáng.

## Đo lường

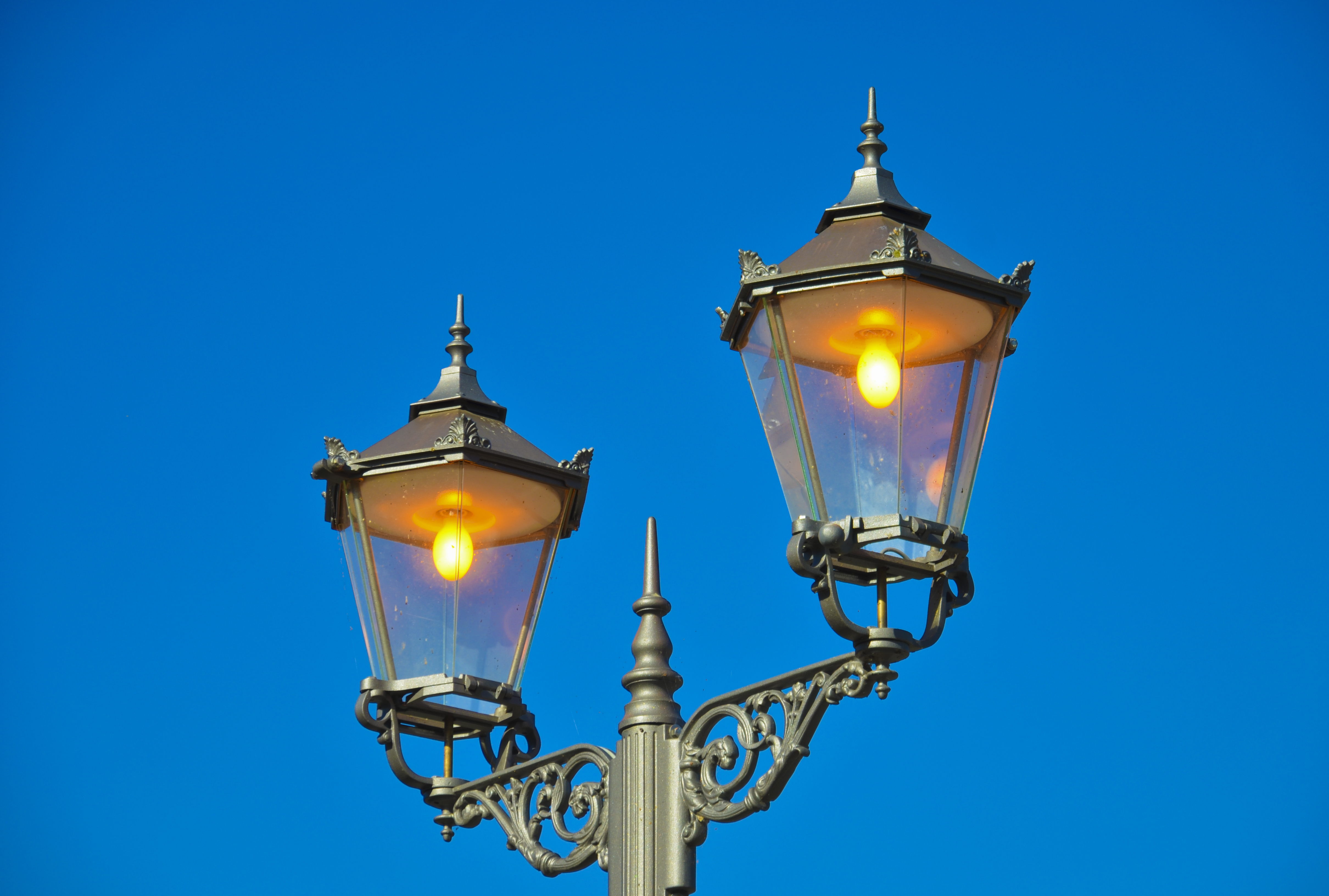
Đèn đường kiểu cũ với đèn gần nhà nghỉ săn bắn Mönchbruch gần Rüsselsheim am Main, Đức

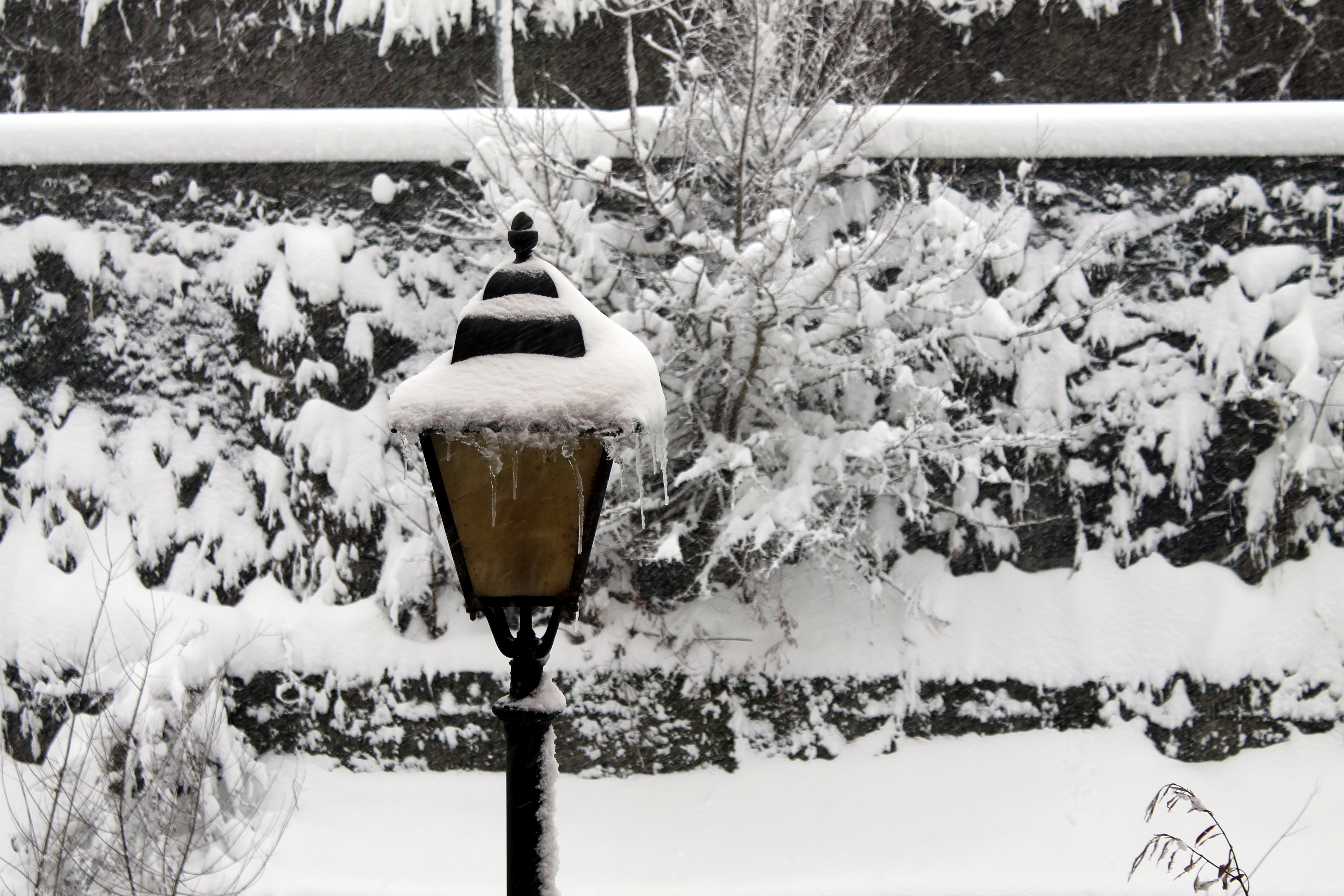
Đèn đường khi tuyết rơi

Hai hệ thống đo lường rất giống nhau đã được tạo ra để kết nối các chức năng hiệu quả phát quang và quang, tạo ra một Hệ thống quang học thống nhất. Phép đo mới này đã được đón nhận vì chỉ dựa vào V () để mô tả ánh sáng ban đêm cần nhiều năng lượng điện hơn. Tiềm năng tiết kiệm chi phí của việc sử dụng một cách mới để đo lường các kịch bản chiếu sáng mesopic là rất lớn.
Hiệu suất chiếu sáng ngoài trời (OSP) là một phương pháp để dự đoán và đo lường ba khía cạnh khác nhau của ô nhiễm ánh sáng: phát sáng, xâm lấn và độ chói. Sử dụng phương pháp này, các nhà đầu cơ chiếu sáng có thể định lượng hiệu suất của các ứng dụng và thiết kế chiếu sáng hiện có và theo kế hoạch để giảm thiểu ánh sáng quá mức hoặc gây khó chịu rời khỏi ranh giới của một tài sản.

## Ưu điểm
Ưu điểm chính của chiếu sáng đường phố bao gồm phòng ngừa tai nạn và tăng tính an toàn. Các nghiên cứu đã chỉ ra rằng bóng tối dẫn đến một số lượng lớn các vụ tai nạn và tử vong, đặc biệt là những vụ liên quan đến người đi bộ; tỷ lệ tử vong của người đi bộ có khả năng trong bóng tối cao gấp 3 đến 6,75 lần so với ánh sáng ban ngày. Vài thập kỷ trước khi tai nạn ô tô phổ biến hơn nhiều , chiếu sáng đường phố đã được tìm thấy để giảm khoảng 50% tai nạn cho người đi bộ.
Hơn nữa, trong những năm 1970, các nút giao thông và nút giao đường cao tốc có xu hướng có ít sự cố hơn so với các nút giao và nút giao không được chiếu sáng.
Các thị trấn, thành phố và làng mạc sử dụng các vị trí độc đáo được cung cấp bởi các cột đèn để treo các biểu ngữ trang trí hoặc kỷ niệm.
Nhiều cộng đồng ở Mỹ sử dụng các cột đèn làm công cụ gây quỹ thông qua các chương trình tài trợ biểu ngữ treo trên cột đèn được thiết kế đầu tiên bởi một nhà sản xuất biểu ngữ cột đèn có trụ sở tại Hoa Kỳ.

## Nhược điểm
Những lời chỉ trích chính của đèn đường phố là nó thực sự có thể gây ra tai nạn nếu sử dụng sai, và gây ra ô nhiễm ánh sáng.

### Sưc khỏe và sự an toàn
Có hai hiện tượng quang học cần được nhận ra khi lắp đặt đèn đường.
- Mất thị lực ban đêm vì phản xạ điều tiết của mắt tài xế là mối nguy hiểm lớn nhất. Khi tài xế chạy từ một khu vực không được chiếu sáng vào một khu được chiếu sáng, đồng tử của họ thu nhỏ một cách nhanh chóng co để điều chỉnh với ánh sáng sáng hơn, nhưng khi họ rời khỏi khu vực được chiếu sáng sự giãn nở của đồng tử để thích nghi với ánh sáng ít đi là chậm hơn nhiều, Vì vậy, họ đang lái xe với tầm nhìn bị suy giảm. Khi một người già đi, tốc độ phục hồi của mắt sẽ chậm hơn, do đó thời gian lái xe và khoảng cách dưới tầm nhìn bị suy giảm sẽ tăng lên.
- Đèn pha sắp tới có thể nhìn thấy rõ hơn trên nền đen hơn là màu xám. Sự tương phản tạo ra nhận thức lớn hơn về chiếc xe sắp tới.
- Điện áp đi lạc cũng là một mối quan tâm ở nhiều thành phố. Điện áp đi lạc có thể vô tình điện hóa các cột đèn và có khả năng gây thương tích hoặc giết chết bất cứ ai tiếp xúc với cột đèn.[50]

Ngoài ra còn có những nguy hiểm về thể chất đối với các cột đèn đường ngoài việc trẻ em trèo lên chúng cho mục đích giải trí. Các cột đèn đường (cột đèn) có nguy cơ va chạm với người lái xe và người đi bộ, đặc biệt là những người bị ảnh hưởng bởi thị lực kém hoặc dưới ảnh hưởng của rượu. Điều này có thể được giảm bằng cách thiết kế chúng để chúng sẽ bị vỡ khi đâm phải, bảo vệ chúng bằng cách đặt các lan can, hoặc đánh dấu các phần thấp hơn để tăng tầm nhìn của họ. Gió lớn hoặc độ mỏi kim loại tích lũy cũng thỉnh thoảng lật đổ đèn đường.

### Ô nhiễm ánh sáng

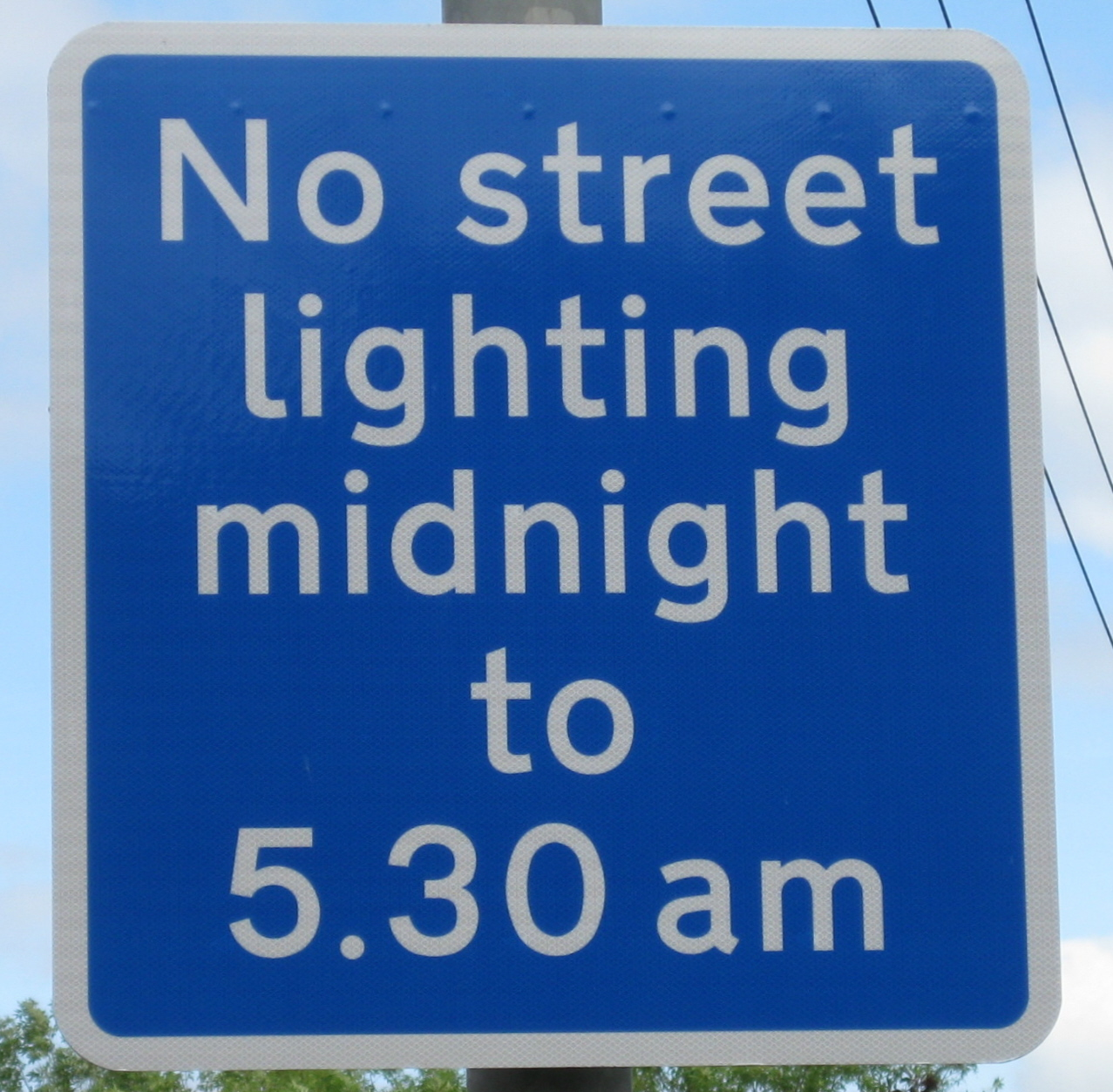
Biển tại Leeds, Vương quốc Anh chỉ rằng tắt toàn bộ hệ thống chiếu sáng từ nửa đêm đến 5 giờ 30 sáng khi mặt trời mọc (để tiết kiệm năng lượng và giảm ô nhiễm ánh sáng)

Ở khu vực thành thị, ô nhiễm ánh sáng có thể che giấu các ngôi sao và cản trở thiên văn học và sự di cư của nhiều loài chim.   Trong các thiết lập gần kính viễn vọng và đài thiên văn, có thể sử dụng đèn natri áp suất thấp. Những loại đèn này có lợi thế hơn các loại đèn khác như đèn thủy ngân và đèn halogen kim loại vì đèn natri áp suất thấp phát ra cường độ thấp hơn, ánh sáng đơn sắc. Các đài quan sát có thể lọc bước sóng natri ra khỏi các quan sát của họ và hầu như loại bỏ nhiễu từ ánh sáng đô thị gần đó. Đèn đường cắt hoàn toàn cũng làm giảm ô nhiễm ánh sáng bằng cách giảm lượng ánh sáng chiếu vào bầu trời, điều này cũng giúp cải thiện hiệu quả phát sáng của ánh sáng.

### Tiêu thụ năng lượng
Tính đến năm 2017, toàn cầu 70% điện năng được tạo ra bằng cách đốt nhiên liệu hóa thạch , một nguồn gây ô nhiễm không khí và khí nhà kính, và trên toàn cầu có khoảng 300 triệu đèn đường sử dụng điện đó. Các thành phố đang khám phá việc sử dụng năng lượng hiệu quả hơn, giảm mức tiêu thụ năng lượng ánh sáng đường phố bằng cách làm mờ ánh sáng trong giờ thấp điểm và chuyển sang đèn LED hiệu suất cao. Một hội đồng quận của Anh đã tắt 5% đèn đường trên cơ sở thử nghiệm. Chiếu sáng đường thu gom điển hình ở bang New York có giá 6400 USD/dặm / năm đối với natri áp suất cao ở mức 8,5   kW/dặm hoặc $ 4000 cho đèn led phát sáng ở mức 5,4   kW/dặm.

## Hệ thống kiểm soát ánh sáng đường phố
Một số hệ thống kiểm soát ánh sáng đường phố đã được phát triển để kiểm soát và giảm mức tiêu thụ năng lượng của hệ thống chiếu sáng công cộng của thị trấn. Những phạm vi này từ việc điều khiển một mạch đèn đường và/hoặc đèn riêng với chấn lưu cụ thể và giao thức vận hành mạng. Chúng có thể bao gồm gửi và nhận hướng dẫn qua các mạng dữ liệu riêng biệt, với tần suất cao trên đỉnh của nguồn cung cấp điện áp thấp hoặc không dây.
Bộ điều khiển đèn đường là phiên bản thông minh hơn của bộ hẹn giờ cơ hoặc điện tử trước đây được sử dụng cho hoạt động BẬT đèn đường. Chúng đi kèm với các tùy chọn bảo tồn năng lượng như tiết kiệm hoàng hôn, đáng kinh ngạc hoặc mờ. Ngoài ra, nhiều bộ điều khiển đèn đường đi kèm với đồng hồ thiên văn cho một vị trí cụ thể hoặc kết nối Hệ thống Định vị Toàn cầu (GPS) để mang lại thời gian bật/tắt và tiết kiệm năng lượng tốt nhất.

### Phụ kiện
Một số bộ điều khiển đèn đường thông minh cũng đi kèm với Hệ thống thông tin di động toàn cầu (GSM), tần số vô tuyến (RF) hoặc dịch vụ vô tuyến gói chung (GPRS), người dùng điều chỉnh theo vĩ độ và kinh độ (loại chi phí thấp), để quản lý ánh sáng đường phố tốt hơn và bảo trì. Nhiều bộ điều khiển đèn đường cũng đi kèm với cảm biến giao thông để quản lý mức độ lux của đèn theo giao thông và để tiết kiệm năng lượng bằng cách giảm lux khi không có lưu lượng. Mỹ, Canada, Ấn Độ và nhiều quốc gia khác đã bắt đầu giới thiệu bộ điều khiển ánh sáng đường phố để chiếu sáng đường để bảo tồn năng lượng, quản lý và bảo trì đèn đường.

### Kinh tế học
Bộ điều khiển ánh sáng đường phố có thể đắt tiền so với bộ hẹn giờ thông thường và có thể có giá từ 100 đến 2500 đô la, nhưng hầu hết chúng đều hồi vốn trong thời gian từ 6 tháng đến 2 năm. Vì tuổi thọ của thiết bị là 7 đến 10 năm, nó tiết kiệm năng lượng và chi phí trong một số năm.

### Kiểm soát ánh sáng đường phố dựa trên hình ảnh
Một số công ty hiện đang sản xuất đèn đường thông minh điều chỉnh đầu ra ánh sáng dựa trên mức độ sử dụng và chiếm dụng, tức là tự động phân loại người đi bộ so với người đi xe đạp, so với ô tô, cảm nhận tốc độ di chuyển và chiếu sáng một số đèn đường nhất định phía trước và ít phía sau vận tốc chuyển động. Ngoài ra, đèn điều chỉnh tùy thuộc vào điều kiện đường sá, ví dụ, tuyết tạo ra độ phản xạ nhiều hơn do đó cần giảm ánh sáng.

## Mục đích
Có ba cách sử dụng chính khác nhau của đèn đường, mỗi loại đòi hỏi các loại đèn và vị trí khác nhau. Việc lạm dụng các loại đèn khác nhau có thể làm cho tình hình tồi tệ hơn bằng cách ảnh hưởng đến khả năng hiển thị hoặc an toàn.

### Đèn hiệu

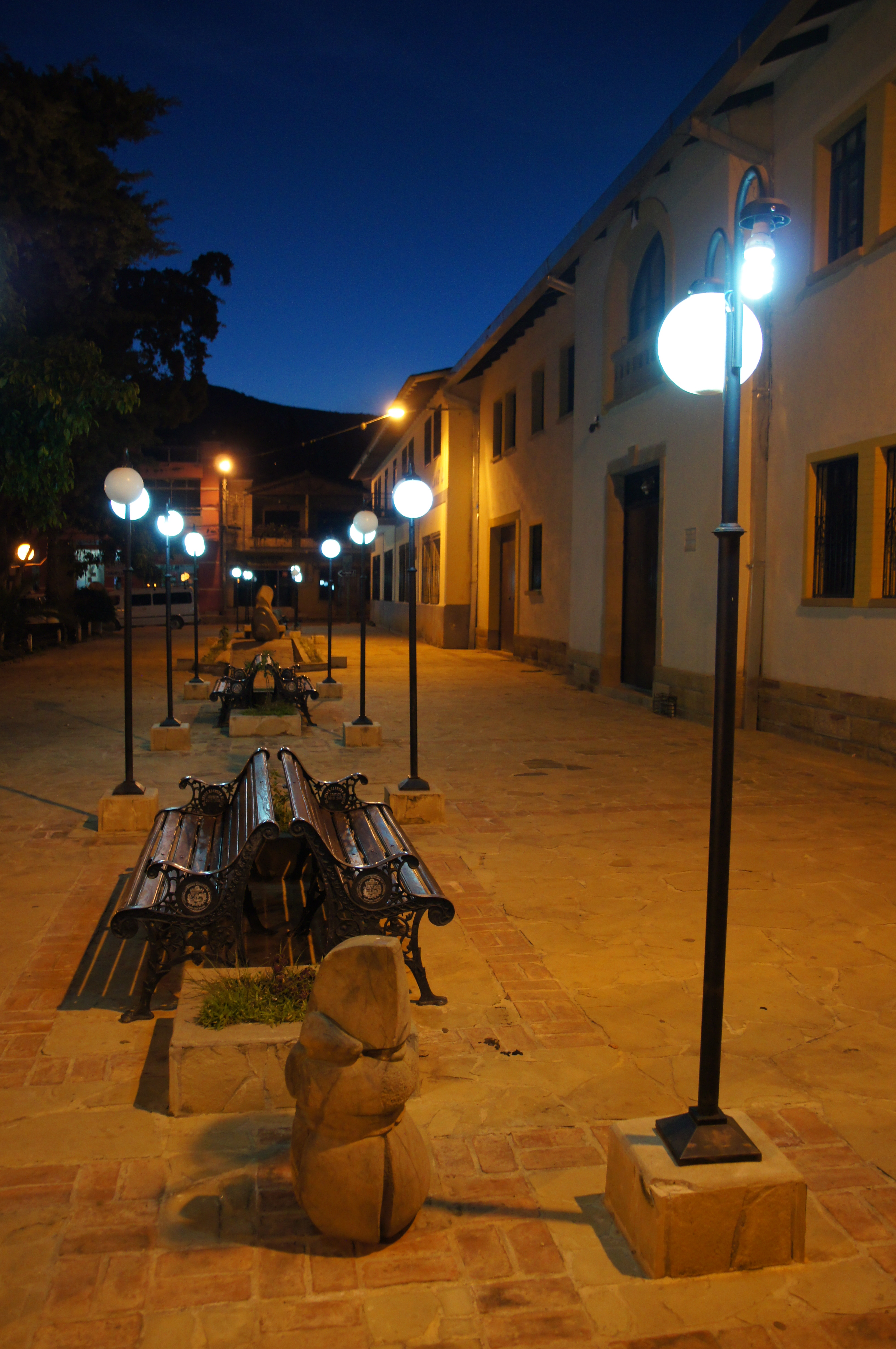
Đèn trang trí có chức năng tại Plaza vào lúc hoàng hôn, Samaipata, Bolivia

Một ánh sáng ổn định khiêm tốn ở giao lộ của hai con đường là một sự trợ giúp cho việc điều hướng bởi vì nó giúp người lái xe nhìn thấy vị trí của một con đường bên cạnh khi họ đến gần nó hơn và họ có thể điều chỉnh phanh và biết chính xác nơi cần rẽ nếu họ định rời đi đường chính hoặc xem xe hoặc người đi bộ. Chức năng của đèn hiệu là nói "tôi đây" và ngay cả một ánh sáng mờ cũng cung cấp đủ độ tương phản với đêm tối để phục vụ mục đích này. Để ngăn chặn những nguy hiểm gây ra bởi một chiếc xe lái qua một vũng ánh sáng, đèn báo hiệu không bao giờ được chiếu vào đường chính và không được chiếu sáng sang đường phụ. Trong các khu dân cư, đây thường là ánh sáng thích hợp duy nhất và nó có tác dụng phụ là cung cấp ánh sáng tràn vào bất kỳ vỉa hè nào vì lợi ích của người đi bộ. Trên đường cao tốc liên bang, mục đích này thường được thực hiện bằng cách đặt đèn phản quang ở hai bên đường.

### Đèn đường bộ

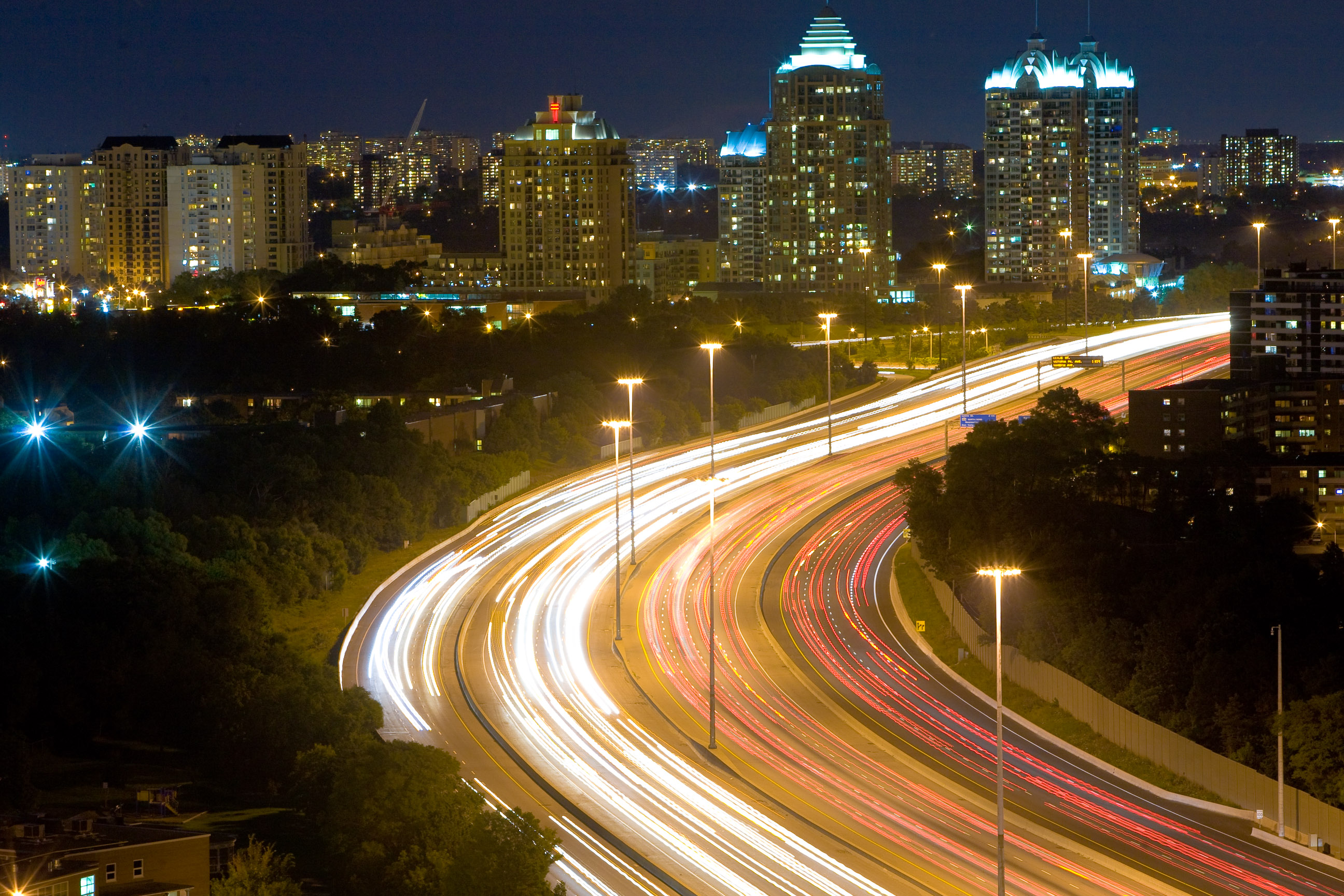
Ánh sáng đèn đường trên cao dọc theo Quốc lộ 401 ở Ontario, Canada

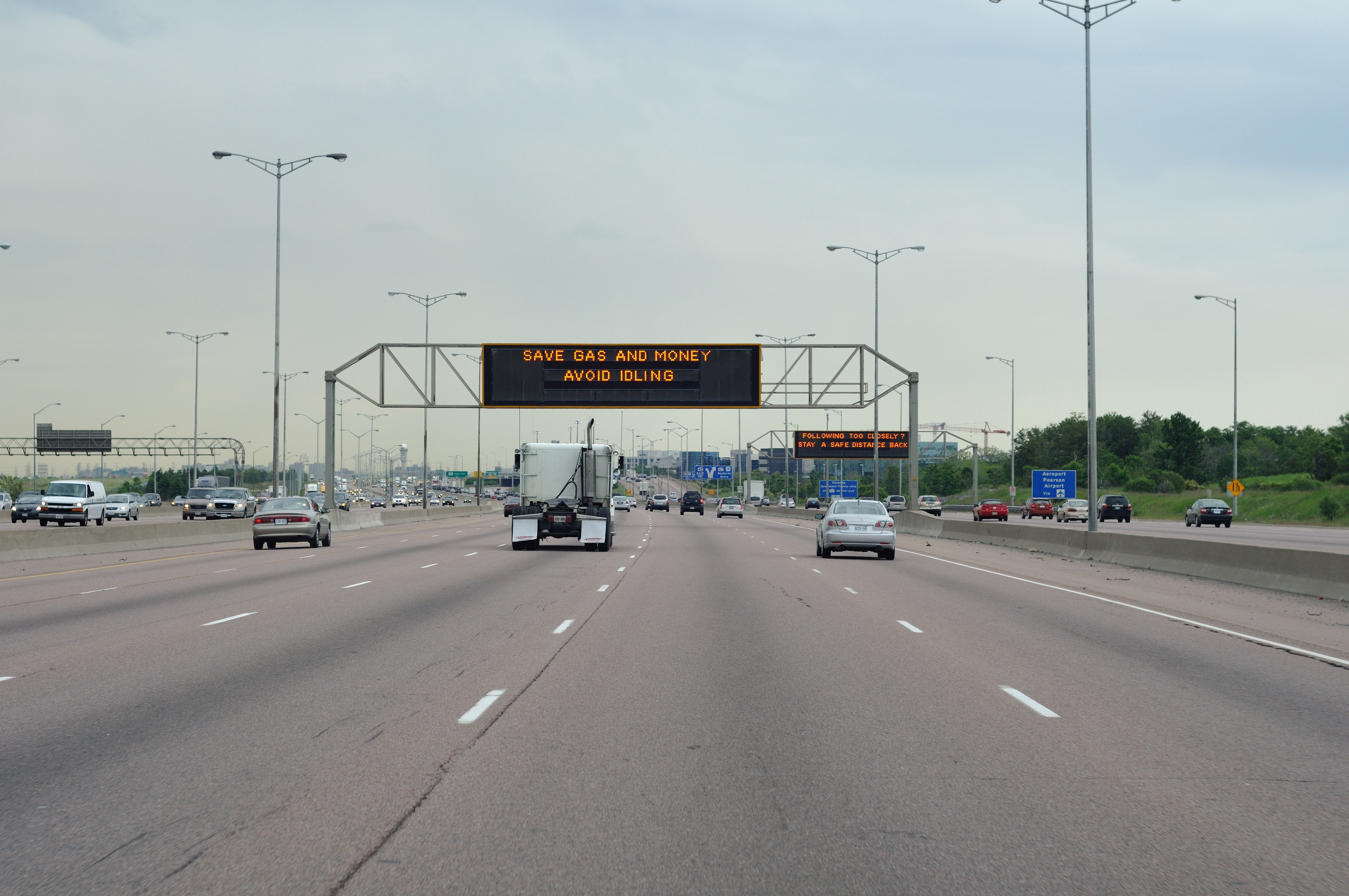
Đèn đường thông thường được sử dụng thay cho đèn chiếu sáng cao gần đường băng sân bay do những tác động tiêu cực mà chúng gây ra

Do những nguy hiểm được thảo luận ở trên, đèn đường được sử dụng một cách tiết kiệm và chỉ khi một tình huống cụ thể biện minh cho việc tăng rủi ro. Điều này thường liên quan đến một giao lộ với một số chuyển động rẽ và nhiều biển báo, các tình huống mà người lái xe phải nhanh chóng lấy được nhiều thông tin không có trong chùm đèn pha. Trong những tình huống này (Ngã ba đường cao tốc hoặc lối ra), giao lộ có thể được thắp sáng để người lái xe có thể nhanh chóng nhìn thấy tất cả các mối nguy hiểm và kế hoạch được thiết kế tốt sẽ tăng dần ánh sáng trong khoảng một phần tư phút trước giao lộ và giảm dần ánh sáng sau nó Các đoạn đường cao tốc chính vẫn không được chiếu sáng để bảo vệ tầm nhìn ban đêm của người lái và tăng khả năng hiển thị của đèn pha đang tới. Nếu có một đường cong sắc nét nơi đèn pha sẽ không chiếu sáng đường, ánh sáng ở bên ngoài đường cong thường được biện minh.
Nếu đó là mong muốn thắp một đường (có lẽ do giao thông đa làn nặng và nhanh chóng), để tránh sự nguy hiểm của vị trí bình thường của đèn đường nó không nên được thắp sáng liên tục, vì điều này đòi hỏi lặp đi lặp lại điều chỉnh mắt mà ngụ ý mỏi mắt và tạm thời bị mù khi vào và rời bể ánh sáng. Trong trường hợp này, hệ thống được thiết kế để loại bỏ sự cần thiết của đèn pha. Điều này thường đạt được với các đèn sáng được đặt trên các cột cao trong khoảng thời gian gần đều đặn để có ánh sáng nhất quán dọc theo tuyến đường. Ánh sáng đi từ lề đường đến lề đường.

### Đèn đường cho người đi xe đạp

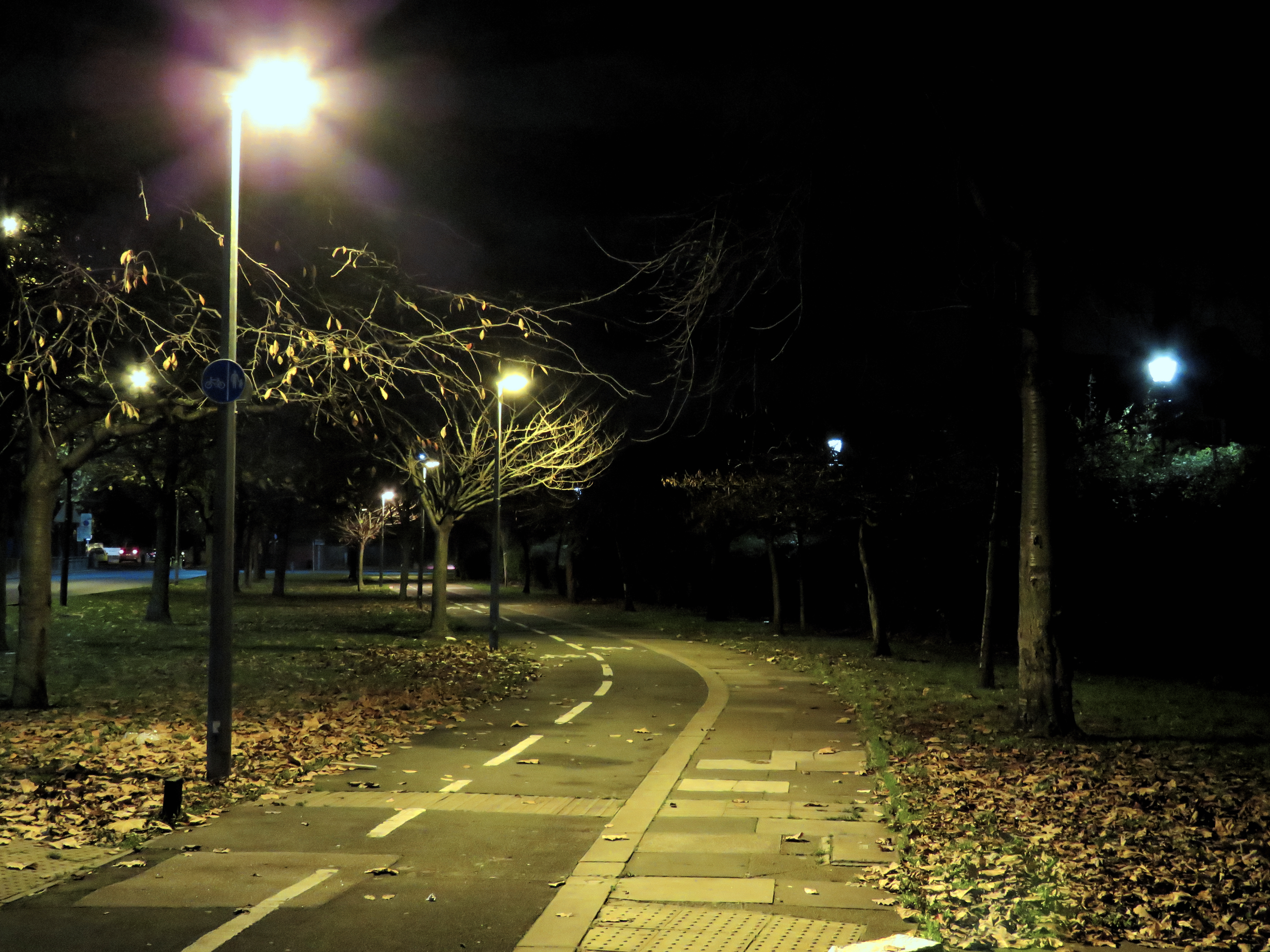
Đạp xe an toàn với Đường dành cho xe đạp riêng biệt với đèn đường ở London.

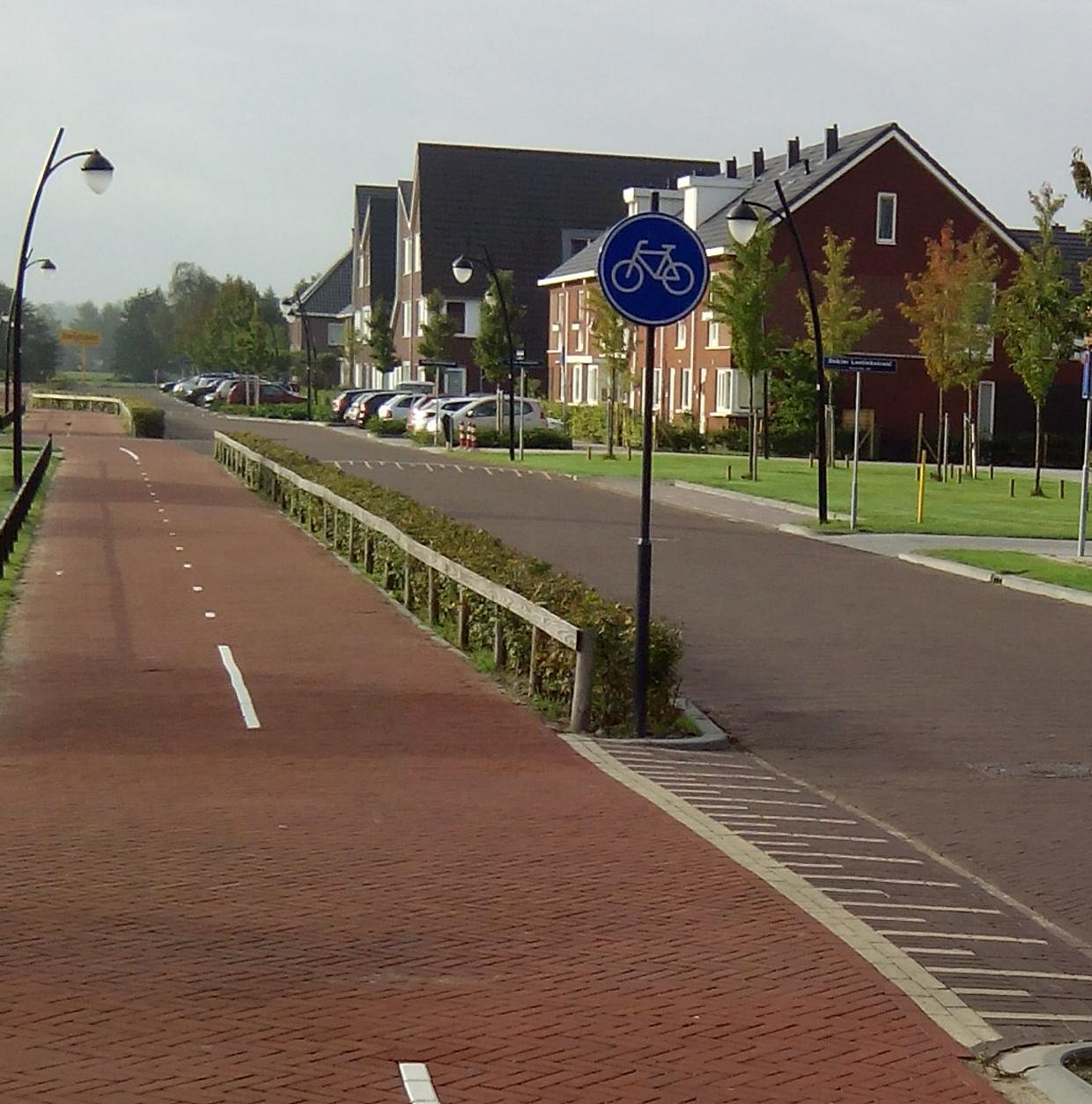
Một Fietspad hoặc Đường dành cho xe đạp ở Hà Lan với đèn đường.

Các chính sách khuyến khích đi xe đạp tiện ích đã được đề xuất và thực hiện, bao gồm chiếu sáng đường đi xe đạp để tăng tính an toàn vào ban đêm.

## Bảo trì

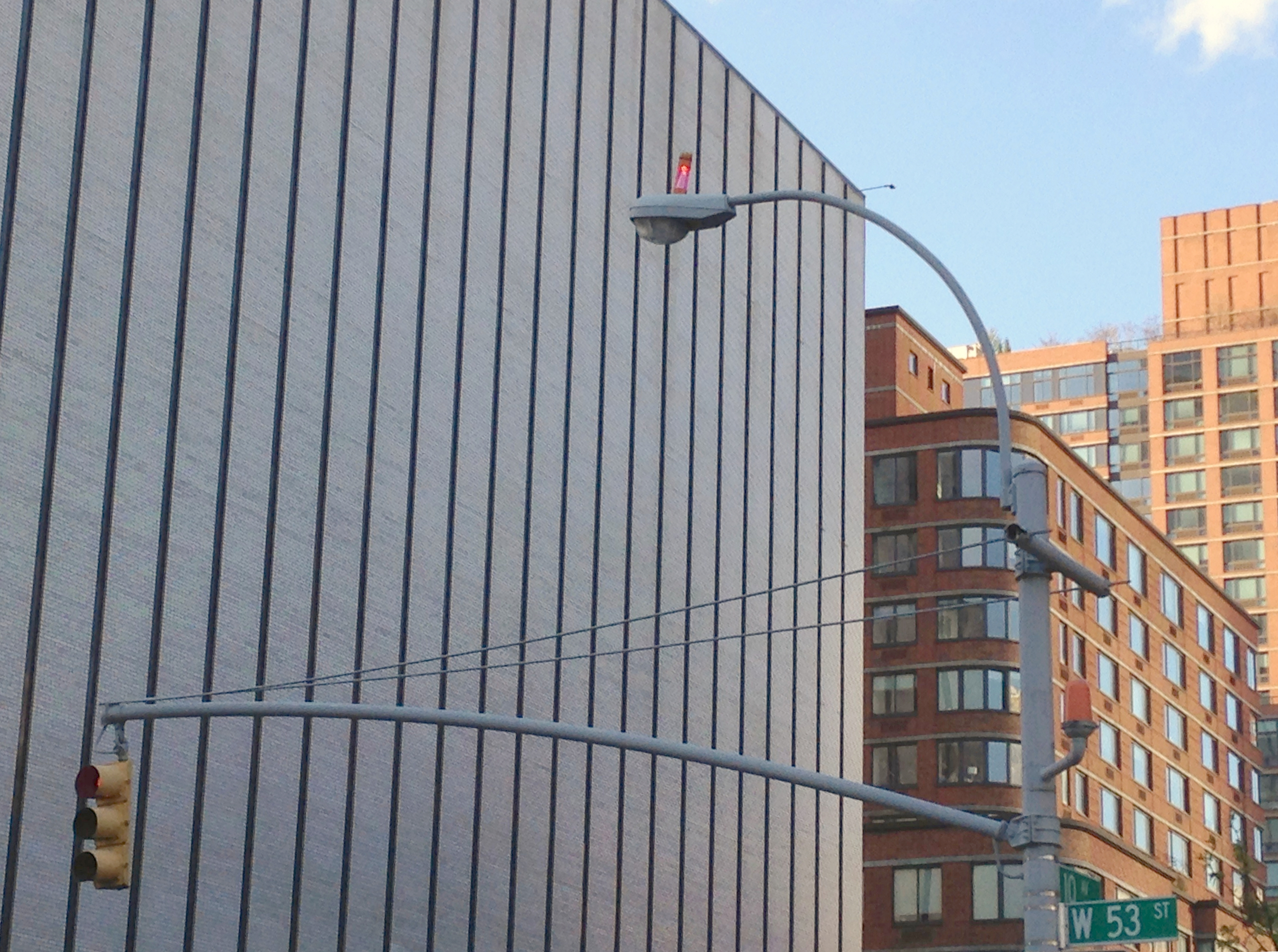
Chỉ báo trạng thái ánh sáng đường phố thành phố New York

Hệ thống chiếu sáng đường phố yêu cầu bảo trì liên tục, có thể được phân loại là phản ứng hoặc phòng ngừa. Bảo dưỡng phản ứng là một phản ứng trực tiếp đối với lỗi chiếu sáng, chẳng hạn như thay thế đèn phóng điện sau khi nó bị hỏng hoặc thay thế toàn bộ bộ phận chiếu sáng sau khi nó bị xe đâm. Bảo trì phòng ngừa được lên kế hoạch thay thế các bộ phận chiếu sáng, ví dụ thay thế tất cả các đèn phóng điện trong một khu vực của thành phố khi chúng đã đạt 85% tuổi thọ dự kiến. Tại Vương quốc Anh, Nhóm Liên lạc Đường bộ đã ban hành Quy tắc thực hành khuyến nghị các quy trình bảo trì phòng ngừa và phản ứng cụ thể.
Một số đèn đường ở Thành phố New York có đèn màu cam hoặc đỏ trên đỉnh đèn (đèn chiếu sáng) hoặc đèn đỏ gắn vào cột đèn. Điều này chỉ ra rằng gần cột đèn này hoặc trong cùng ngã tư, có hộp kéo báo cháy. Các đèn đường khác có đèn đỏ nhỏ bên cạnh bóng đèn đường, khi đèn nhỏ nhấp nháy, nó báo hiệu có sự cố dòng điện.